# アルゼンチンの歴史
アルゼンチンの歴史（アルゼンチンのれきし）では、アルゼンチン共和国の歴史について述べる。

## 先コロンブス期（先史時代-1516年）

### 先インカ期（先史時代-15世紀）

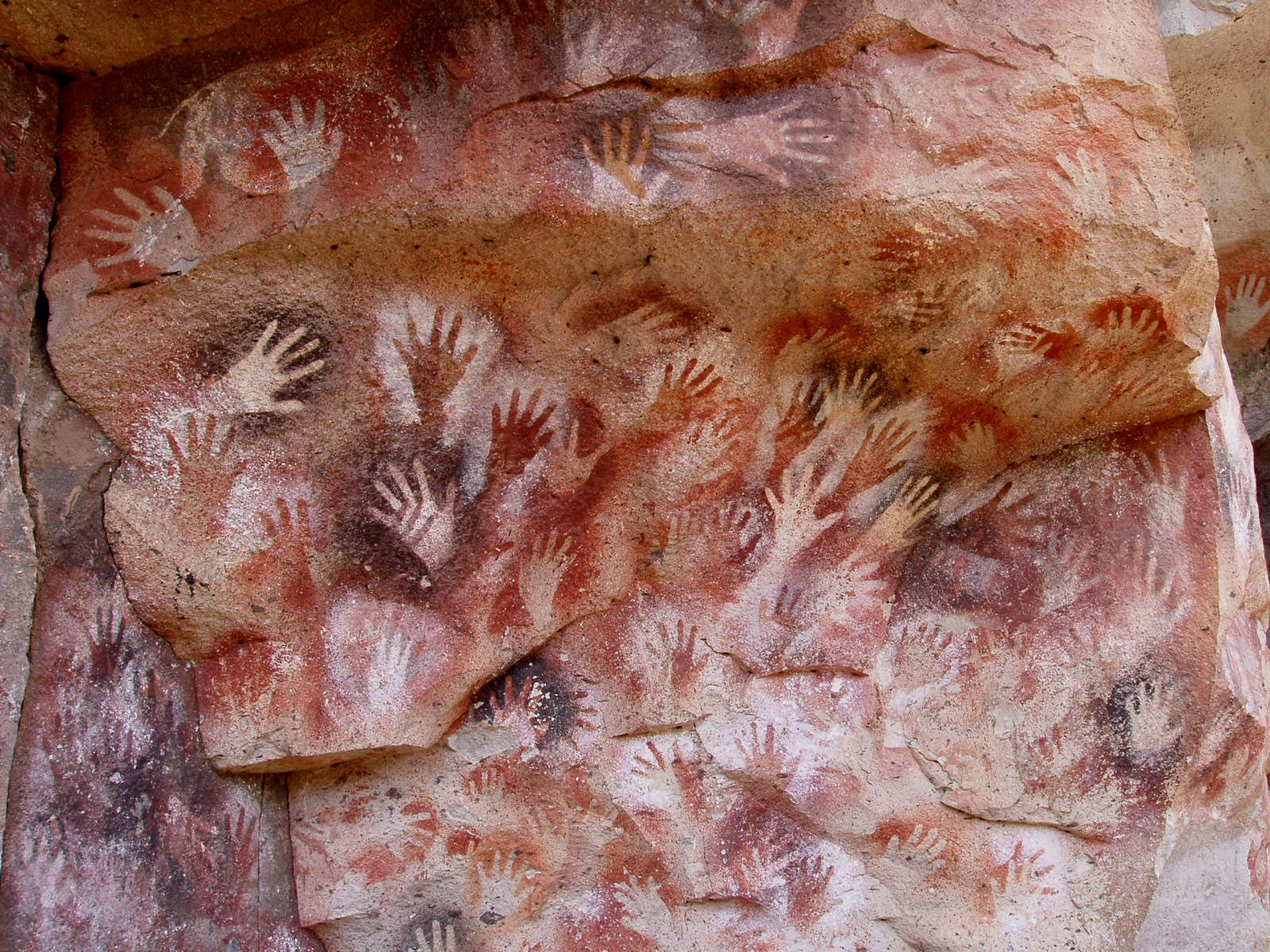
パタゴニアの手の洞窟

アルゼンチンの最初の住民は、紀元前11000年にアジアからベーリング海峡を渡ってやってきた人々だった。彼等はパタゴニアに「手の洞窟」を残している。
先インカ時代の15世紀以前からも、山岳地帯には、ケチュア系、アイマラ系の先住民（インディオ）が、ケチュア語でパンパと呼ばれた草原地帯や、同じくケチュア語でチャコと呼ばれた北部のサバンナ地帯にはチャルーア族や、グアラニー族といった狩猟民族や、原始的な農耕を行う部族が居住していた。

### インカ帝国による征服（15世紀-16世紀）

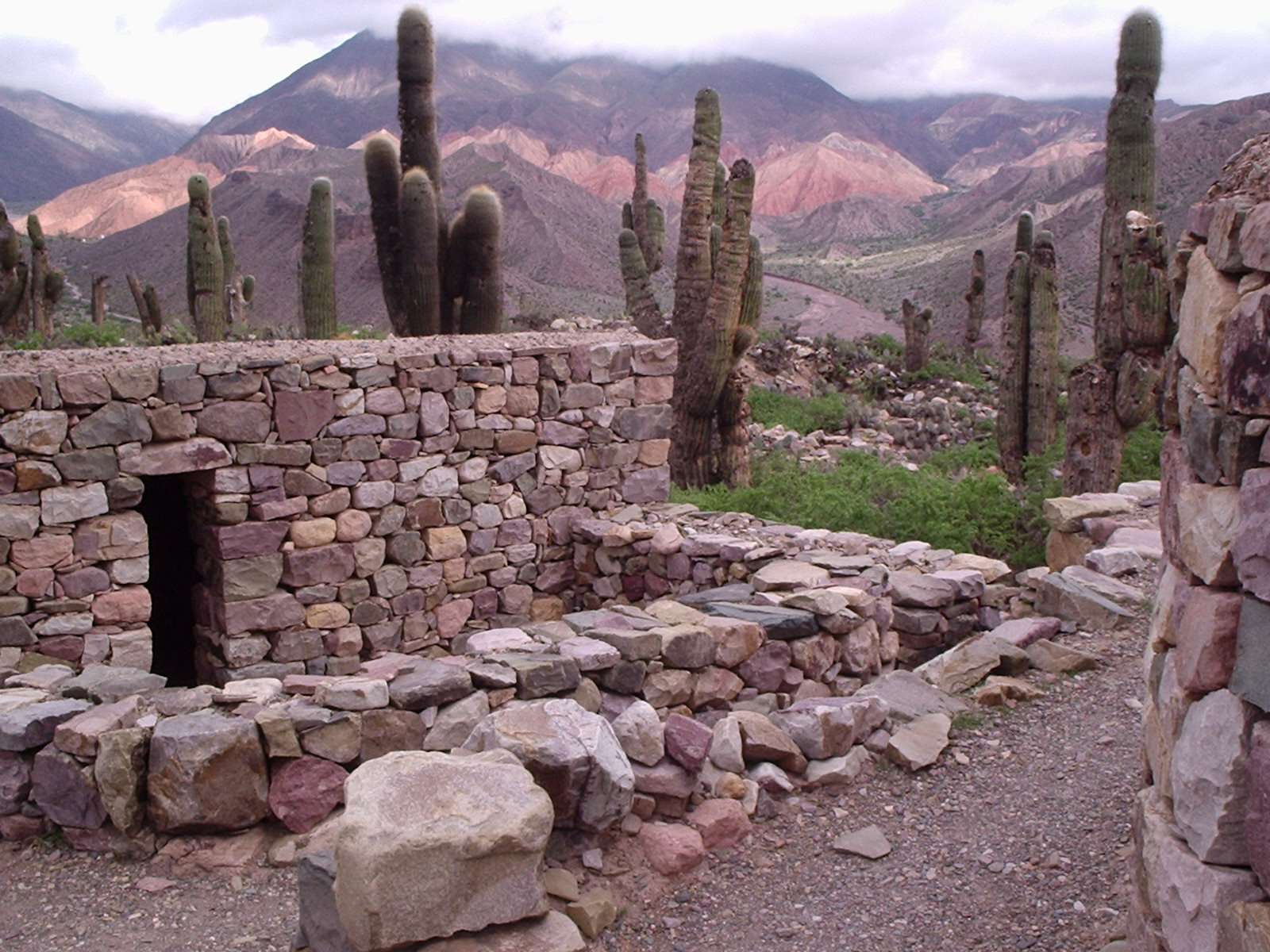
アイマラ族が15世紀に築いた、アルゼンチン北西部ティルカラにあるティルカラのプカラ（石壁）。フフイ州。

アルゼンチンの領域は、インカ皇帝トゥパク・インカ・ユパンキとワイナ・カパックの遠征によって征服され、タワンティンスーユ（インカ帝国）の一州であるコジャスーユに組み込まれたものの、北西部のアンデス山脈地方においてさえもインカ帝国の権威は強くなかった。インカ時代においてもアルゼンチンは辺境の地であったといえる。アルゼンチンにおけるインカ帝国の領域は現在のフフイ州、サルタ州、トゥクマン州、カタマルカ州、ラ・リオハ州、サンフアン州、サンティアゴ・デル・エステロ州、メンドーサ州北西部にまで及んでいた。
16世紀のスペイン人による発見直前の現在のアルゼンチンの地域には、草原地帯、山岳地帯共に約12の部族、合計24の部族を併せておよそ340,000人のインディオがいたと推計されている。インカ帝国の一部であった北西部のアンデス地域が最も発展しており人口が多く、パンパには30,000人、パタゴニアには10,000人ほどのインディオがいたとされている。パタゴニアの名はフェルナン・デ・マガリャンイス（マゼラン）が遭遇したインディオの足の大きいことに驚いたことから来ているが、パンパはケチュア語からであり、この草原地域にまでインカ帝国の影響があったことが窺える。アルゼンチンにおけるインカ文明の影響は、現在もアンデスのフォルクローレの代表的な曲『ウマウアカの男』に歌われるフフイ州ウマウアカ村のカルナバルなどに見てとれる。

## スペイン植民地時代（1516年-1810年）

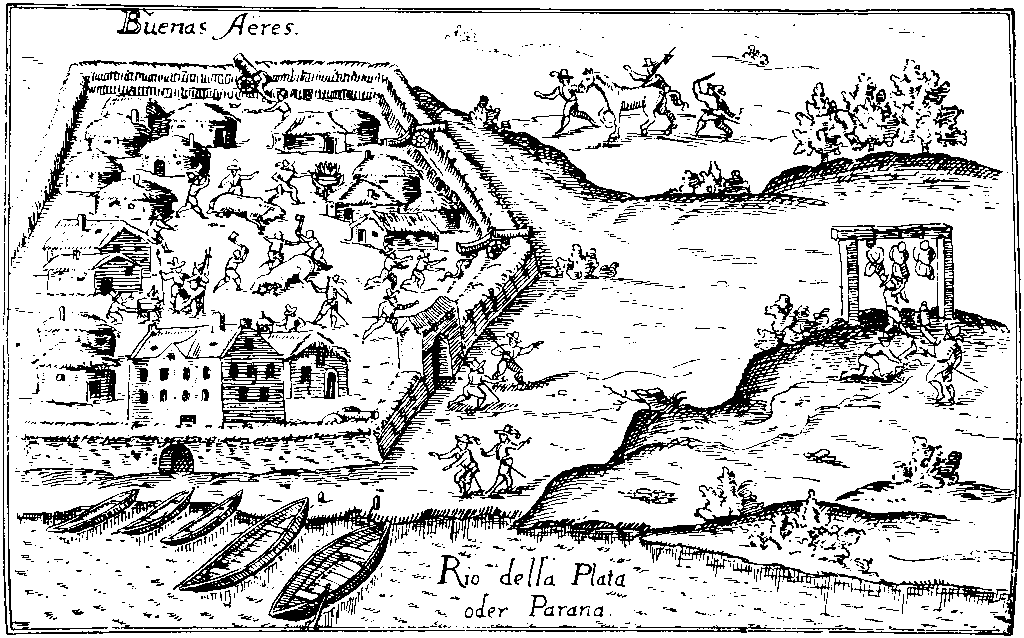
創設期のブエノスアイレス

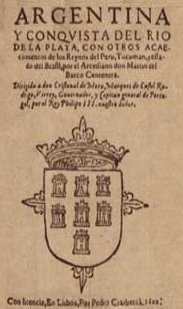
Argentinaの語の初出とされる、1602年のマルティン・デ・バルコ・センテネラによる叙事詩『アルゼンチンとラ・プラタ河の征服』

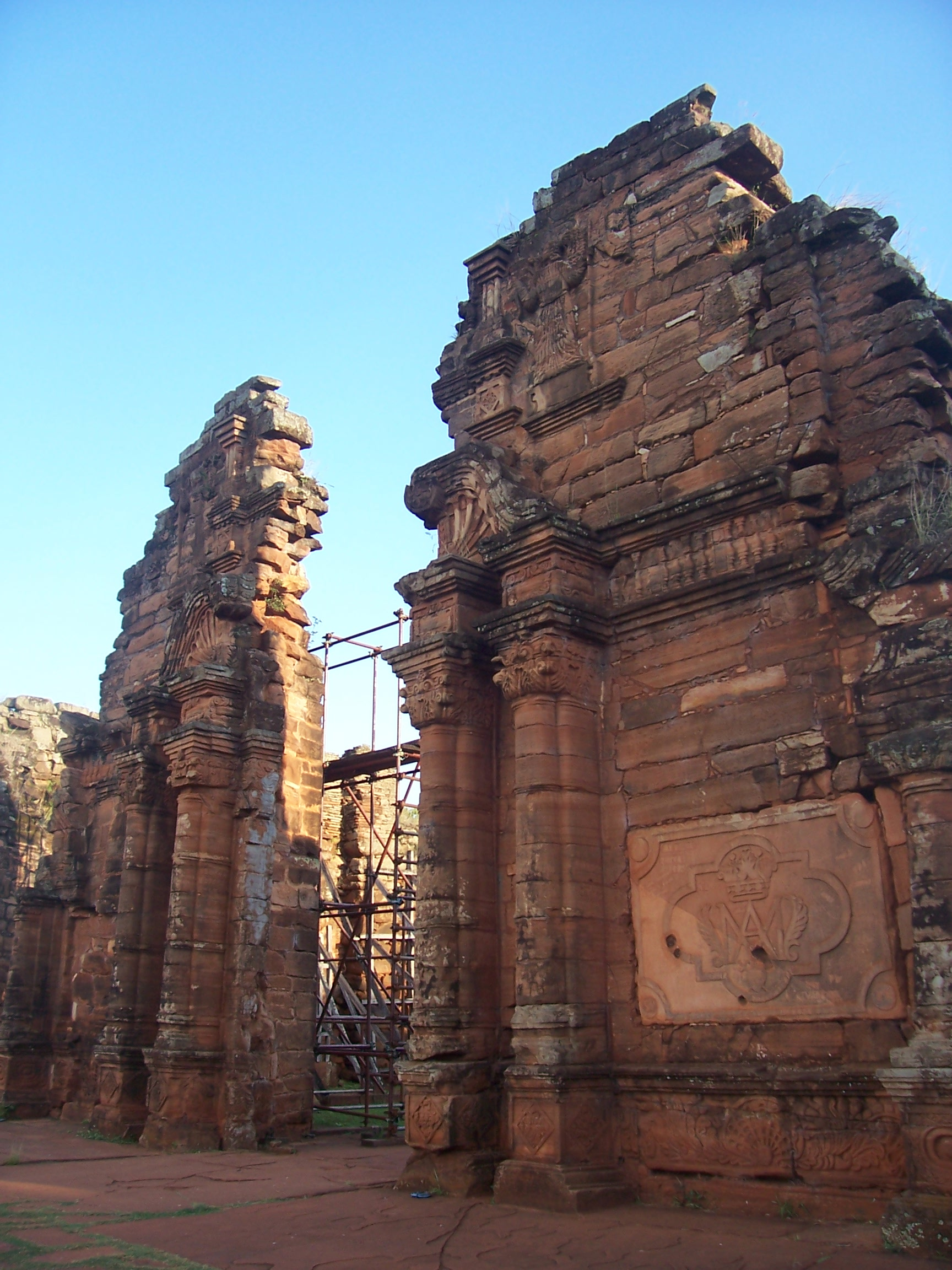
サン・イグナシオ・ミニ伝道所

1492年にスペイン王室に雇われたジェノヴァ人の航海家クリストーバル・コロンがアメリカ大陸を「発見」すると、以後南北アメリカはスペイン、ポルトガル、イギリス、フランスを主とするヨーロッパ諸国によって植民地化されることになった。
現在のアルゼンチンに相当する地域はトルデシリャス条約に基づき、スペインの優先権が認められていたために、アルゼンチンは1516年のスペイン人の征服者フアン・ディアス・デ・ソリスの到来によって「発見」され、植民地化が始まった。1522年のエステバン・ゴメスによるマルビナス諸島の「発見」、1526年のセバスチャン・カボットの航海などを経て、1536年にバスク人の貴族ペドロ・デ・メンドーサによってラプラタ川河口にヌエストラ・セニョーラ・サンタ・マリア・デ・ラ・ブエン・アイレが建設されたことにより、スペインの定住植民地となった。ヨーロッパ人の到達以降、この地に居住していた人々は、自らがインドに到達したと思いながら死んでいったコロンに因み、「インディオ」（インド人）と呼ばれるようになった。
1536年に建設されたブエン・アイレは食糧不足とインディオの襲撃のため短期間で放棄され、ラ・プラタ川の中心は植民団の生き残りによって1541年に建設された現パラグアイのアスンシオンに移った。1553年現存するアルゼンチン最古の都市、サンティアゴ・デル・エステロが建設され、1580年にブエノスアイレスも再建された後、スペイン人は大西洋側、ペルー側双方から各地に都市を築き、都市ではヨーロッパ的な生活が行われ、アフリカのアンゴラやコンゴからバントゥー系の黒人奴隷が家内奴隷として導入された。一方農村部ではスペイン人と先住民の通婚が進み、メスティーソ（混血者）が生まれた。
全般的にこの地域にはポトシのような豊かな鉱物資源を擁する鉱山や、中米やペルーのように奴隷労働力として使用された多数のインディオを用意した先住民の古代文明、アフリカから黒人奴隷を導入しても採算の取れるような商品作物（砂糖、カカオ）の生産に適した熱帯の土壌は存在しなかったことに加え、スペインとの直接の交易が認められず、ペルー副王領時代の交易はペルーのリマや、パナマを介して行われたため、スペイン人がこの地を開発する動きは余り大きくならなかった。また、1588年からイエズス会を初めとするカトリック教会が主に先住民にカトリックの布教を行い、現在のパラグアイやアルゼンチン北部、ウルグアイ、ブラジル南部、ボリビア東部ではグアラニー族に対するイエズス会の布教村落が築かれた。アシエンダ制からなるラティフンディオ（大規模農園。アルゼンチン、ウルグアイではエスタンシアと呼ばれる）はこの時期に生まれることになる。
こうした中で、16世紀中にパンパに放牧された牛馬を初めとする家畜が自然に任せて大繁殖すると、以降この家畜から取れる皮革や肉、さらには農耕や軍事に使われる家畜そのものがラ・プラタ地域最大の商品となり、ブエノスアイレスを支えた。このような放牧を主産業にした産業構造は、現在までアルゼンチン、ウルグアイ、ブラジル南部の経済構造のみならず、ガウチョやフォルクローレなどのような民衆文化にも大きな影響を残している。大西洋側でこのような牧畜経済が進展する一方で、内陸部にはアルト・ペルーのポトシの消費市場を軸にしたワインや消費財の生産が行われた。

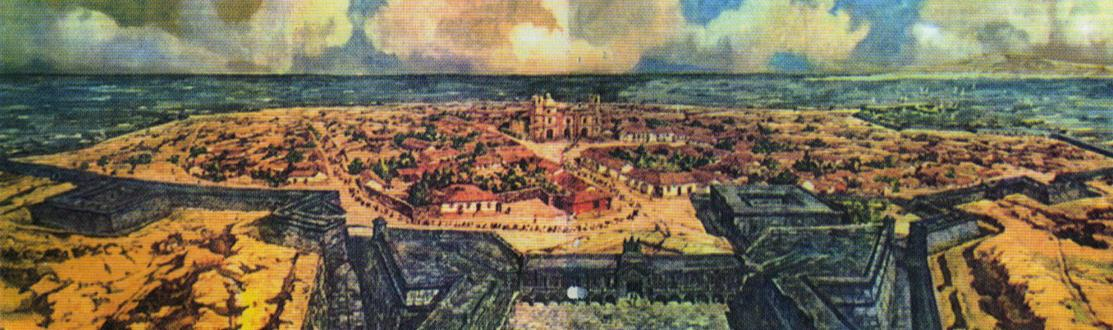
18世紀のモンテビデオ

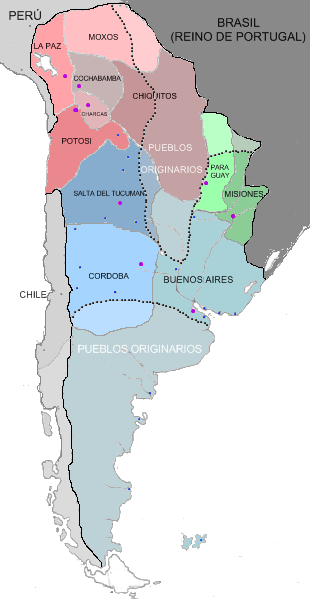
リオ・デ・ラ・プラタ副王領の領域

1680年にポルトガルがブエノスアイレスの対岸にコロニア・ド・サクラメントを建設すると、現在のウルグアイに相当する地域（バンダ・オリエンタル）はアメリカ大陸においてスペインとポルトガルの勢力が衝突する最前線となり、1750年のマドリード条約のように帰属を巡る各種の条約が結ばれ、この地域はスペイン領とポルトガル領に帰属を幾度となく変更することになる。この構図は最終的に植民地時代を通して独立後まで続いた。
1759年にスペイン王カルロス3世が即位し、ボルボン改革を実施、改革の一環としてイエズス会を弾圧する政策を採ると1754年にグアラニー戦争が勃発した。イエズス会士とグアラニー族の敗北により、スペイン領ではイエズス会伝道所が築かれた地域から1767年にイエズス会が追放され（ポルトガル領ブラジルでは1759年）、この地に存在したイエズス会による宗教国家の様相を呈していた布教村落は滅亡し、スペインとポルトガル王権に組み込まれていった。
植民地時代を通してアルゼンチンの手工業（マニュファクチュア）の中心は、インカ文明の影響が残っていたサン・ミゲル・デ・トゥクマンやサルタなどの北西部や、内陸部のコルドバであったが、カルロス3世によるボルボン改革の一環としてペルー副王領からこの地域は切り離され、1776年にリオ・デ・ラ・プラタ副王領として再編成された。こうして新たに副王領の首都となったブエノスアイレスでは、従来のようにペルーを経由しないヨーロッパとの直接貿易が進み、急速に成長した。ブエノスアイレスの成長が進むと、畜産品を輸出し、ヨーロッパの製品を輸入するために自由貿易を望むブエノスアイレスと、ラテンアメリカ市場における国産製品の流通を重視する内陸部諸都市の対立が生まれ、この対立を如何に解消するかが独立後の大きな課題となった。
18世紀後半の啓蒙思想や、その政治的表現となったアメリカ独立革命やフランス革命は、ペニンスラール（スペイン出身者）に比べて低い地位に置かれていたラ・プラタ地域のクリオーリョにも大きな影響を与えていたが、ナポレオン戦争が勃発し、戦争による本国との貿易量の減少によって、アルゼンチンにおいてもヨーロッパ諸国やアメリカ合衆国との間になし崩し的な自由貿易が実現された。イギリスはスペインが混乱に陥っている間にラ・プラタ地域を占領しようと1806年にブエノスアイレスに侵攻したが、この侵攻軍をクリオーリョ民兵隊が副王政府の力によらない独自の軍事力で打ち破ったことにより、クリオーリョ達により徹底した自由貿易への欲望からなる自治拡大の意識が芽生えた。1808年に勃発したスペイン独立戦争により、スペイン・ボルボン朝が崩壊するとこの自治の動きは大陸的な規模で拡大し、最終的にはラテンアメリカ諸国の独立に繋がった。
教育面では、1613年に内陸部のコルドバにコルドバ大学が設立され、コルドバ大学は以降植民地時代を通して南米南部の教育の中心となった。

## 解放戦争と内戦（1810年-1829年）

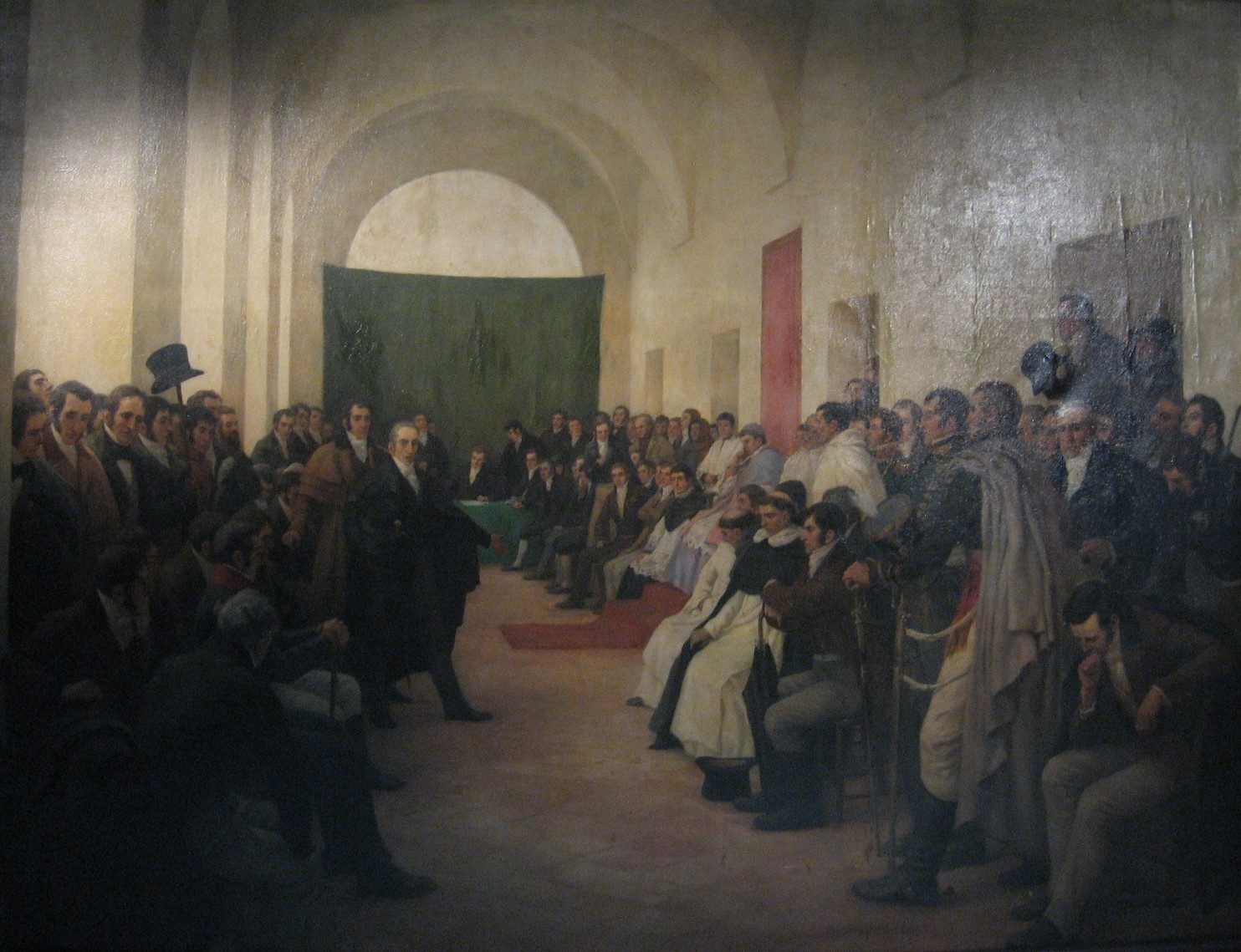
アルゼンチン五月革命

1806年、1807年のイギリス軍のブエノスアイレス、モンテビデオ侵攻後、アメリカ独立革命などの影響を受けていたクリオーリョ達は、ナポレオンによるフェルナンド7世の退位とそれを契機に勃発したスペイン独立戦争によって生じた政治的空白を埋めるために、カビルド・アビエルト（開かれた市会）を開いて表面的にはフェルナンド7世への支持を標榜しながらも、5月25日に副王の退位と自治委員会（プリメラ・フンタ）の設立を決議し、実質的にペニンスラール（スペイン本国出身者）から植民地行政権を奪取した。しかし、この五月革命はすぐに矛盾を明らかにした。つまり、植民地時代から続く都市のスペイン＝ヨーロッパ的な文明生活と、地方のアメリカ＝土着的伝統生活の差異は、ブエノスアイレスと内陸諸都市の対立となって新たな国家を形成する際に相互の対立をもたらし、「本質的に異なる二つの国家プロジェクトを持つアルゼンチンの共存」（アルゼンチンの文学者 アルトゥーロ・ソネーゴによる表現）は、独立時に国家形成のあり方を巡って大きな波乱を引き起こしたのである。1810年5月25日の五月革命から、1829年のフアン・マヌエル・デ・ロサスの登場による小康を挟んで1853年の自由主義者による憲法制定と、1862年の国家統一まで、特にブエノスアイレスを中心とするヨーロッパ的なアルゼンチンと、モンテビデオ、および内陸部諸州を中心とする土着的なアルゼンチンの対立が続き、最終的に1880年の首都令により、ブエノスアイレスが正式に連邦の首都に定められるまでこの対立は続くこととなった。

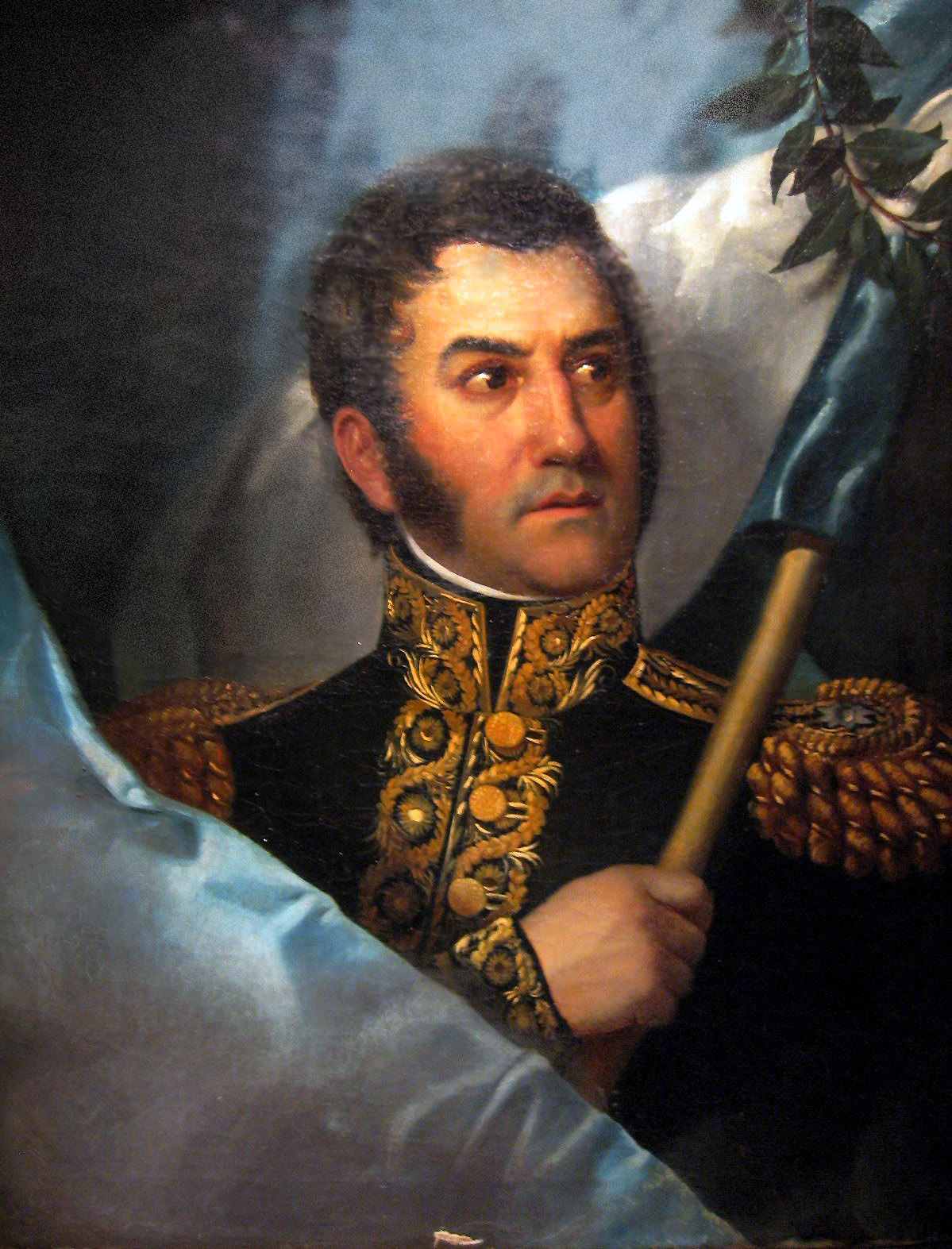
シモン・ボリーバルと並ぶラテンアメリカの解放者ホセ・デ・サン・マルティン。立憲君主制によるアルゼンチンの独立を主張した。
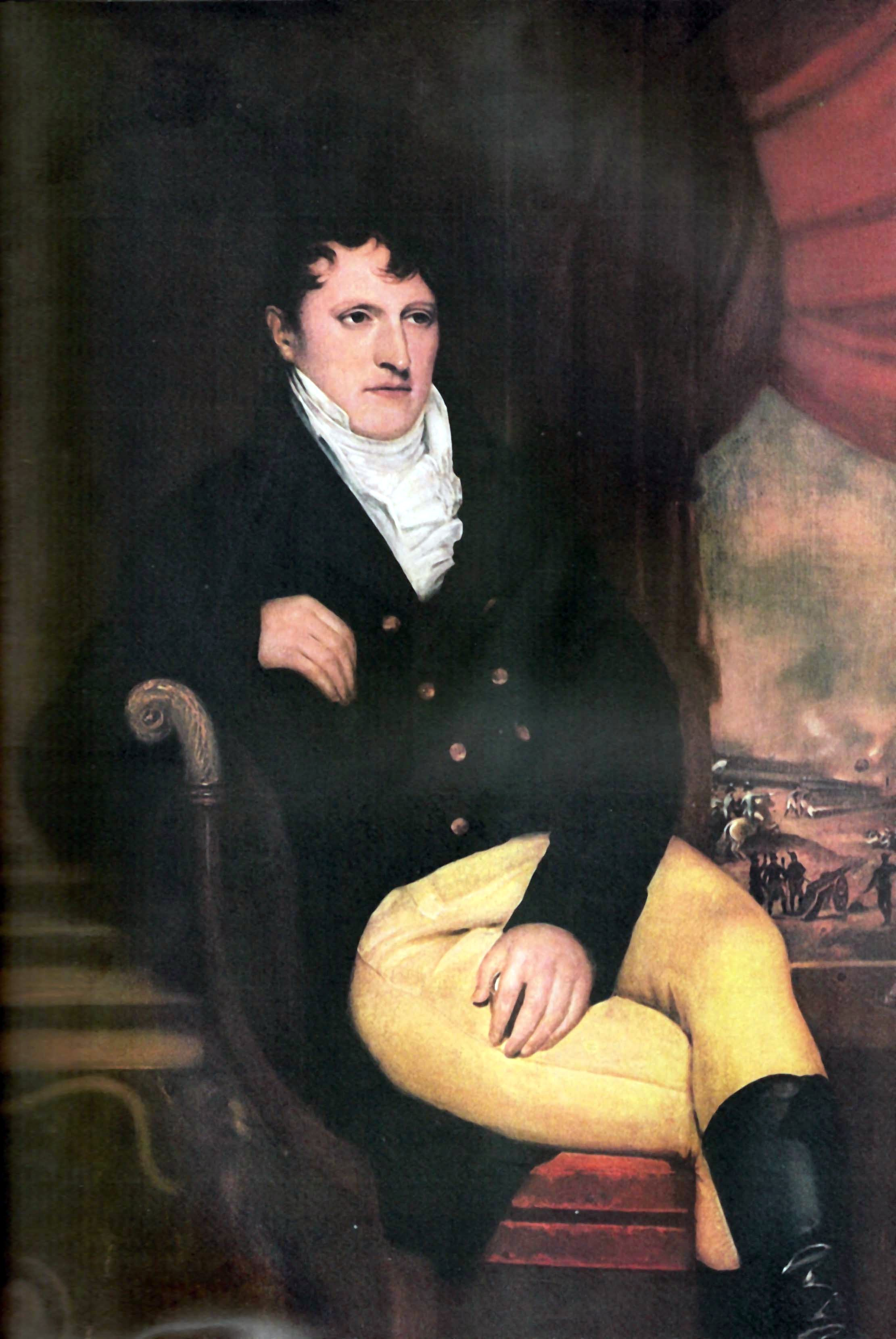
ブエノスアイレスの代表者 マヌエル・ベルグラーノ。ブエノスアイレスを中心とした中央集権主義を推し進める一方で、アルト・ペルーの解放に力を注ぎ、インカ帝国の復興をも実現しようとした。アルゼンチンの国旗の制定者でもある。
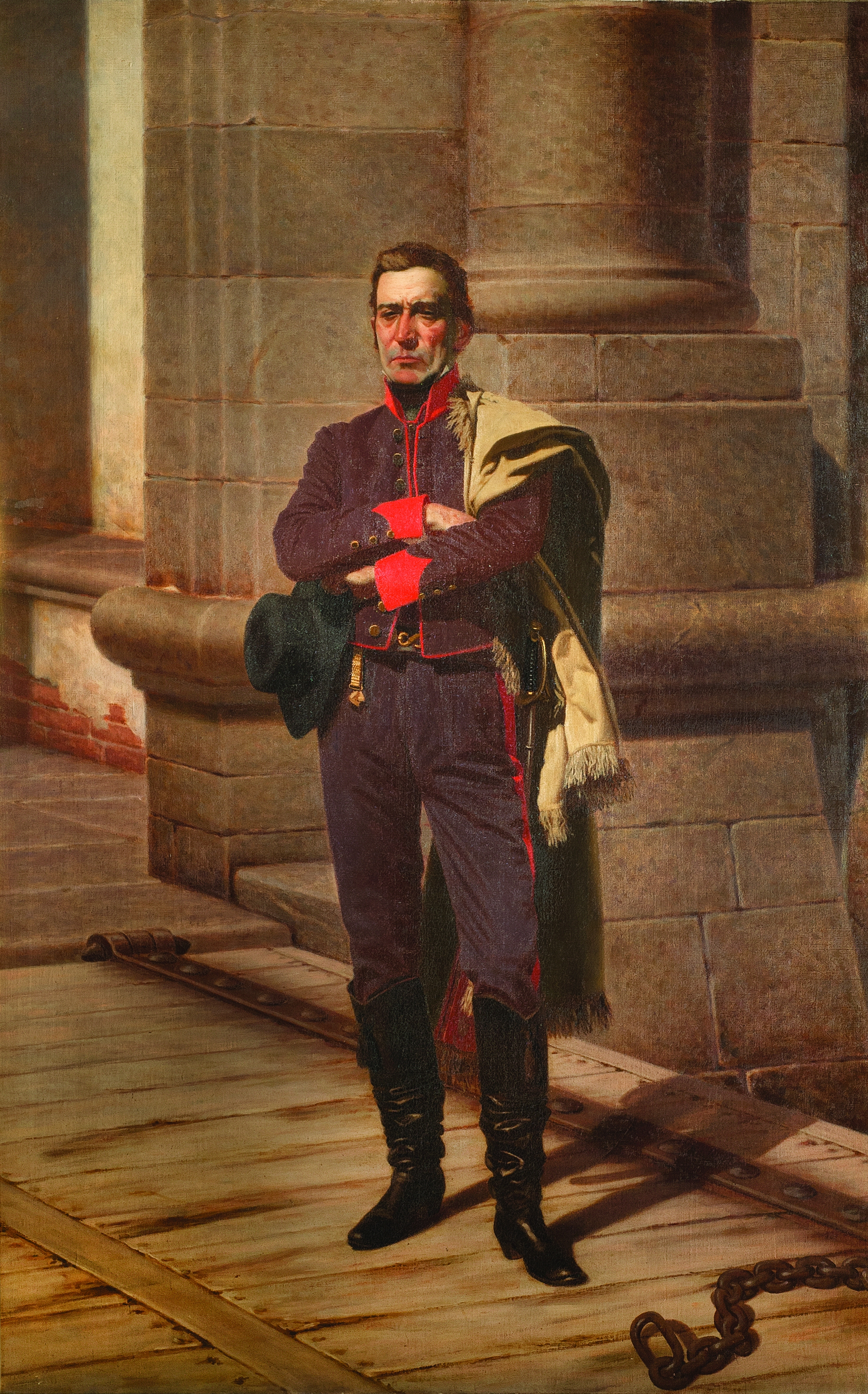
連邦同盟の代表者 ホセ・ヘルバシオ・アルティーガス。ブエノスアイレスの中央集権主義に対抗し、連邦同盟の諸州の先頭に立って戦い続けた。アルゼンチンの国旗に連邦主義の赤を加え、アルティーガスの旗を制定した。
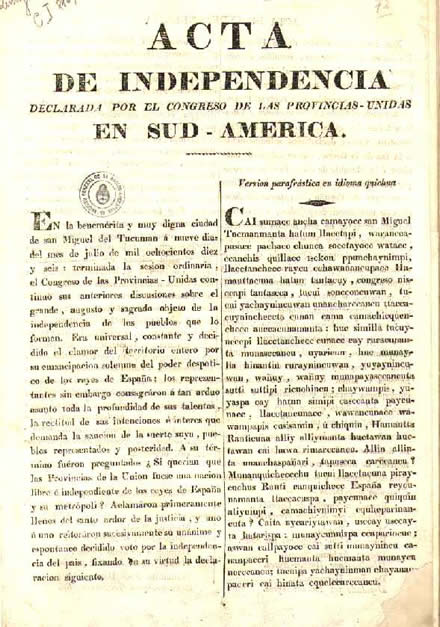
スペイン語とケチュア語で書かれた南アメリカ連合州（リオ・デ・ラ・プラタ連合州）の独立宣言

1816年におけるリオ・デ・ラ・プラタ連合州 の勢力範囲。赤が連邦同盟。青が トゥクマン議会。

五月革命は革命を指導した各指導者の展望も全くの不統一であり、早急に独立を目指したジャコバン的なマリアーノ・モレーノから、自治の拡大のみに意識を絞ったコルネリオ・サーベドラまで幅広い路線を抱えていたため、すぐに内部対立が生じた。独立派の勢力にも、君主制または立憲君主制の導入を試みた君主派、共和制による統一を試みた共和派があり、君主派の中でもスペイン王室から国王を迎えるべきだと主張するホセ・デ・サン・マルティンから、ベネズエラの独立指導者フランシスコ・デ・ミランダのように、インカ皇帝を復活させてインカ皇帝を元首とした立憲君主制の導入を試みようとしたマヌエル・ベルグラーノのような勢力まで千差万別だった。1816年7月9日にトゥクマン議会で公布された南アメリカ連合州（リオ・デ・ラ・プラタ連合州）の独立宣言にはベルグラーノが大きな役割を果していたが、アルゼンチンの独立宣言はスペイン語とケチュア語で発表され、インカ皇帝の復活が決議されたのである。そして、国家の公用語はスペイン語、ケチュア語、アイマラ語となる予定だった。
さらに、ブエノスアイレス主導の中央集権主義、つまり植民地時代から続く海外貿易のブエノスアイレス港による独占と自由貿易を認めることを軸に進んだ独立運動は、まもなく地方諸州に大きな困窮をもたらすことが明らかになった。五月革命はアルゼンチンとの自由貿易を望むイギリスによって祝福され、他方で自らもブエノスアイレスの大商人や大土地所有者だった独立指導者（サーベドラ、モレノ、プエイレドン、ベルグラーノら）もヨーロッパやイギリスとの自由貿易を望み、1810年から1816年の間に貿易の自由化が制度化されていった。これにより、植民地時代に発展していた内陸部の軽工業は、産業革命を進めていた安価なイギリス製品に自由競争で破れ（この時にイギリスのヨークシャー製のポンチョは3ペソ、国産のポンチョは7ペソだった）、地方諸州で失業と貧窮が広がることになる一方で、アルゼンチンの皮革や塩漬け肉の輸出と引き換えに、高価なヨーロッパ製の嗜好品がブエノスアイレスの上流階級にもたらされた。
ラ・プラタ副王領の中でもパラグアイ、アルト・ペルー、バンダ・オリエンタル、コルドバは革命当初からブエノスアイレスの主導権を拒否していたが、ブエノスアイレスが制圧に成功したのはコルドバのみに限られ、パラグアイではマヌエル・ベルグラーノの遠征軍が1811年に敗れ、バンダ・オリエンタルは王党派の支配が続き、アルト・ペルーの解放も一向に進まなかった。このような経過の中で、自由貿易により困窮する地方勢力は1814年にバンダ・オリエンタル出身のホセ・ヘルバシオ・アルティーガスの連邦同盟の下に結集することになった。アルティーガスはブエノスアイレス主導の独立運動を打破するために、共和派として各州が対等の立場でアメリカ合衆国のような連邦国家を形成することを望んでおり、さらにラテンアメリカの産業を保護するための保護関税や、雇用と国内市場創出のための支配地における農地改革の実践といった優れた反寡頭支配的な功績を残したが、ブエノスアイレスとリオデジャネイロの寡頭支配層の挟み撃ちにあって1820年にポルトガルにより東方州が完全占領されると、アルティーガスは失脚した。これ以降、連邦主義はロサスやリトラル三州のカウディージョを代表とする、寡頭支配を望む大土地所有者による既得権益保護のための制度となった。なお、1820年の中央政府崩壊後のブエノスアイレス州でも1821年に州内務大臣になったベルナルディーノ・リバダビアの政策（永代借地法）により、土地の寡占化が進行することになった。

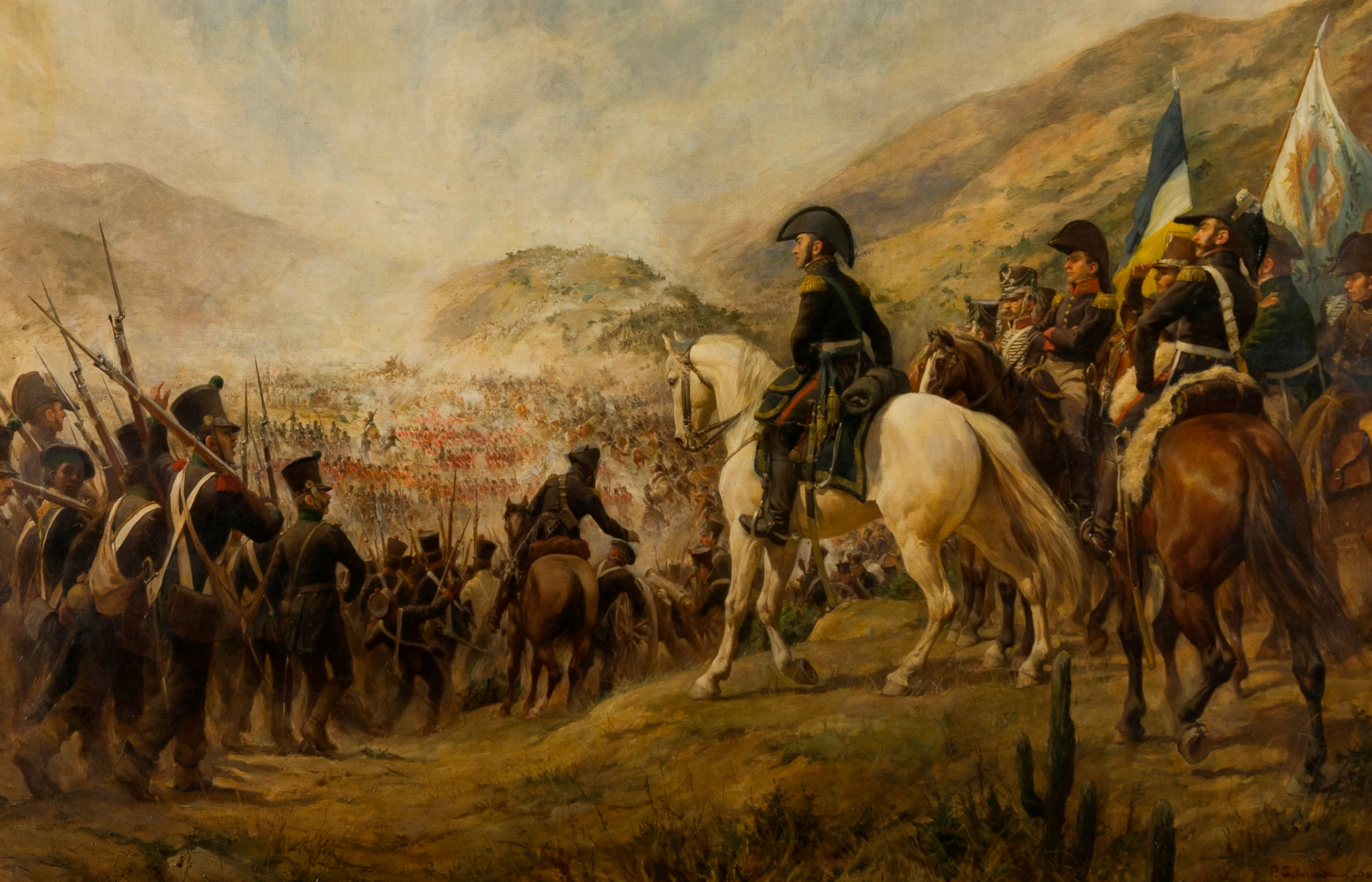
サン・マルティン将軍率いるアンデス軍とチャカブコの戦い

このような情勢の中でアルト・ペルー遠征が最終的に失敗し、ベルグラーノが北部軍司令官を辞任すると、アンデス軍司令官となったサン・マルティンによりスペインとの戦いが継続された。サン・マルティンは1817年にチリへの遠征を行い、チャカブコの戦いとマイプーの戦いでチリとアルゼンチンの独立を保障した後、チリ軍の客将となって南スペインの南米支配の最大の拠点だったペルーを解放した。一方でアルゼンチン本国では、それぞれがガウチョとカウディーリョの軍事力を頼みにしていたアルティーガスの連邦同盟と、プエイレドンのトゥクマン議会の内戦が激化していた。プエイレドンは1819年5月中央集権憲法を制定したため、地方諸州の蜂起を招き、失脚した。しかし、アルティーガスも1820年1月にタクアレンボーの戦いでポルトガル軍に敗れ、パラグアイに亡命した。このような情勢の中で1820年2月にセペーダの戦いでリトラルのカウディーリョは政府軍を破り、中央政府は崩壊した。

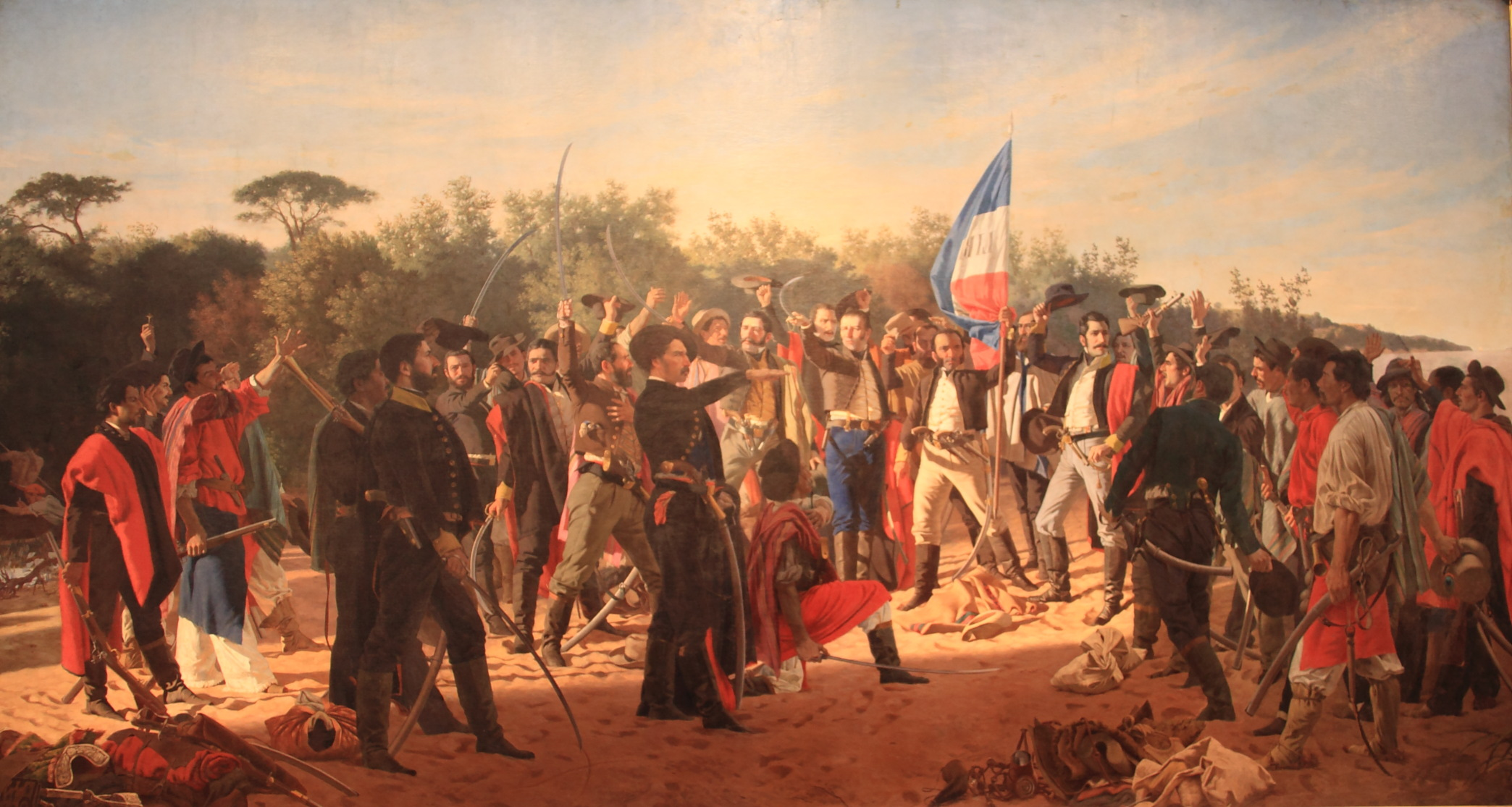
33人の東方人の誓い

しかし、中央政府の崩壊の不利と、ポルトガル・ブラジル連合王国に支配され、シスプラチナ県に改名されたバンダ・オリエンタルの奪回は地方諸州とブエノスアイレスを団結させるには十分であった。リトラル三州を中心とする旧連邦同盟諸州から東方州の奪還を求める声が強くなり、1825年1月にはブエノスアイレス州に外交権を認める基本法が制定され、4月にはフアン・アントニオ・ラバジェハ将軍率いる33人の東方人のバンダ・オリエンタルに潜入し、12月にはバンダ・オリエンタルを巡ってブラジル戦争に発展した。この戦争の中で一旦は統一派、連邦派の立場の違いを乗り越えた中央政府が再建され、連合州はリオ・デ・ラ・プラタからアルヘンティーナに国名を改名するが、初代大統領に選出されたベルナルディーノ・リバダビアの現実を省みない近代化諸政策は完全に裏目に出てしまい、政策の失敗はリバダビアの失脚、中央政府の崩壊、中央集権憲法の失効を招いた。失脚したリバダビアに代わってブエノスアイレス州知事のマヌエル・ドレーゴが戦争を継続したが、戦争そのものもイツサンゴの戦いの勝利などで有利に進んでいた戦局を生かせずに、1828年にイギリスの干渉によりウルグアイの独立を認める形で終結することになった。
教育面では、1821年にブエノスアイレス内務大臣となったリバダビアによって教育改革が進み、ブエノスアイレス大学（1821年）が設立された。

## ロサス時代（1829年-1852年）

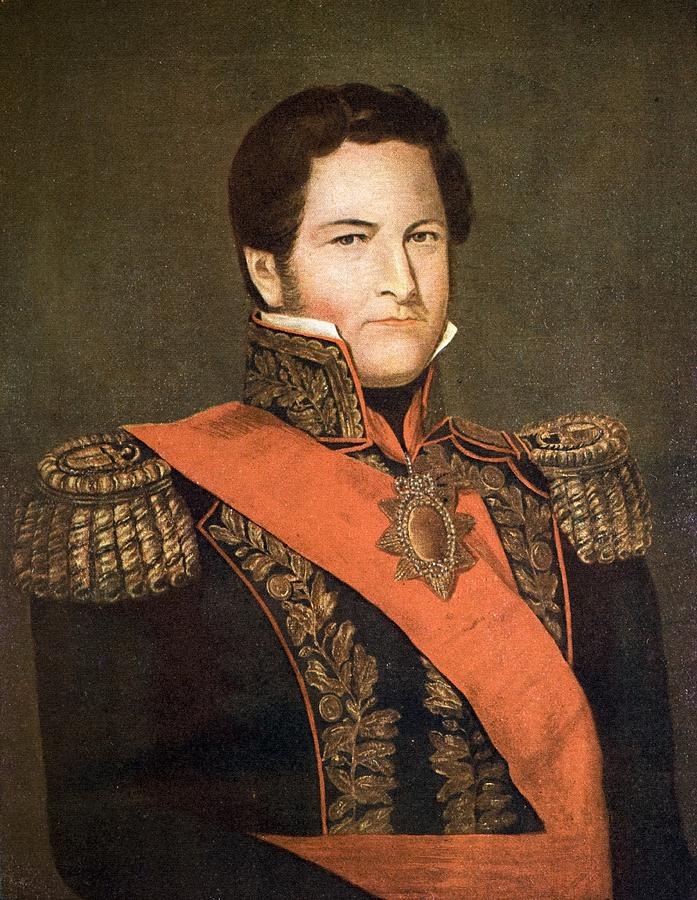
ブエノスアイレス州知事にして「独裁王」フアン・マヌエル・デ・ロサス。批判されることが多いが、パンパを代表とするアルゼンチンのもう一つの精神を体現していた人物である。1835年から1852年まで鉄の統治を敷いた。

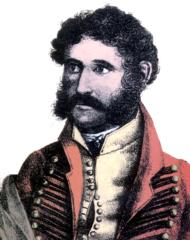
ラ・リオハのカウディージョフアン・ファクンド・キロガ。後にサルミエントの著書『ファクンド』（1845年）の中で野蛮（土着）の象徴として激しく攻撃された。

1828年にブラジル戦争の集結と引き換えにアルゼンチンの一部だった東方州はウルグアイ東方共和国として独立したが、国内の多くの勢力は未だにこれを認めず、そのためにドレーゴは銃殺された。ドレーゴを殺害した帰還将校のフアン・ラバージェは自らブエノスアイレス州知事となったが、統一派のラバージェが連邦派のドレーゴを殺害したことから両者の対立は一層深まった。両派の対立の中で翌1829年12月にラバージェを打倒して政権に就いた連邦派のロサスは、中央政府を築かずにブエノスアイレス州知事としてリトラル三州の連邦派カウディージョと同盟して連邦協約を結び、中央集権同盟を破ることにより連邦派の主導権を確立した。ロサスは1832年にサンタフェのロペスやラ・リオハのキロガらの地方諸州の連邦派カウディージョと同盟することによって全アルゼンチンを事実上統一した。アルゼンチン史ではこの1829年から1852年までをロサス時代と呼ぶ。
こうして確立された平和を背景に1832年にロサスは州知事を辞したが、自らも牧場主の大土地所有者であったロサスが権力を握ったことにより、この時期にアルゼンチンの大土地所有制は拡大することになる。州知事を辞したロサスは1833年に現ブエノスアイレス州南部の敵対的インディオに対して、ガウチョ、黒人、友好的インディオ、クリオージョからなる私兵を率いて討伐作戦を行った。この作戦により実に約6,000人のインディオが犠牲になり、このようにしてブエノスアイレス州は領土を拡大し、征服した土地はロサスの腹心達に分配された。
しかし、1835年に内陸部の連邦派の指導者、フアン・ファクンド・キロガが暗殺されると再び全土に内戦が勃発したため、ロサスは州議会の要請によって再びブエノスアイレス州知事に就任し、独裁権を握った。内陸部の連邦派との関係によりロサスは同年に保護関税制度を創設し、崩壊が進むアルゼンチン内陸部の諸産業（マニュファクチュア）を保護したが、これは国内産業の生産力の限界（国内市場を満たすことができなかった）により、1841年以降は徐々に国内市場を充足できない産業への保護政策は緩和されることになり、さらに1845年の自由貿易を求めるイギリス＝フランス艦隊の攻撃によってロサスは保護貿易政策の放棄を迫られることにもなった。
当時の多くのアルゼンチン人と同様に、ロサスもまたブラジル、イギリスの干渉が進むウルグアイ、パラグアイをアルゼンチンの領土であると考えていたが、1839年にアルゼンチン統一派と結び付いたウルグアイのコロラド党政権によるアルゼンチンへの宣戦布告から始まった大戦争をきっかけにして特にウルグアイに対して干渉を行うことになる。ラ・プラタ地域を勢力圏に入れることと、ロサスによるアルゼンチン市場の保護貿易政策の撤回を目論んだイギリス、フランス、およびロサスに敵対する国内勢力を敵に回しこの戦争は行われた。ロサスは国内の土着勢力との同盟、具体的にはアフリカ系アルゼンチン人やムラートを秘密警察ラ・マソルカとして組織し、密告によって国家のヨーロッパ化、白人化を目論んでいた自由主義知識人や、農村からの収奪によってヨーロッパの文物の奢侈に溺れる不在地主を粛清し、ロサスに対する個人崇拝を徹底した恐怖政治による全体主義体制に近い独裁体制を確立することによって戦争を遂行し、1850年には両国を撤退に追いやることになった。

1850年の連邦協約の旗

しかし、1833年にアルゼンチン領だったマルビナス諸島は抵抗むなしくイギリスに占領され、さらに英仏撤退後、ファラーポス戦争（ブラジル最南部のリオ・グランデ・ド・スル州の分離主義抗争）を収めたブラジル帝国が再びウルグアイ、パラグアイへの干渉を進めるために干渉に乗り出した。ブラジルはブエノスアイレスの利益を中心に政治を行うようになっていたロサスと利害を分かち、袂を断っていたリトラル三州のカウディージョの代表だった フスト・ホセ・デ・ウルキーサと密約を結んだ。連邦派によるモンテビデオの攻略が迫り、ウルグアイのアルゼンチンへの併合も時間の問題かと思われた1851年にウルキーサはロサスに反旗を翻し、ブラジル＝ウルグアイ＝アルゼンチン統一派の同盟軍が1852年2月3日にロサスをカセーロスの戦いで破ることによりロサス時代は終わりを迎えた。土着文化との同盟によって独裁を行っていたロサスが失脚すると、以降のアルゼンチンでは自由主義者の手によって急速に近代化が進むことになるが、ヨーロッパ移民の導入と土着文化の弾圧によって上から押し付けられた近代化は、後の国民統合に大きな禍根を残すこととなった。

## 土着主義の敗北と国家統一（1853年-1880年）

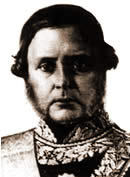
エントレ・リオスのカウディージョ フスト・ホセ・デ・ウルキーサ。連邦派でありながらもブラジルと同盟してロサスを裏切り、カウディージョでありながらも自らカウディージョ時代を終わらせた。

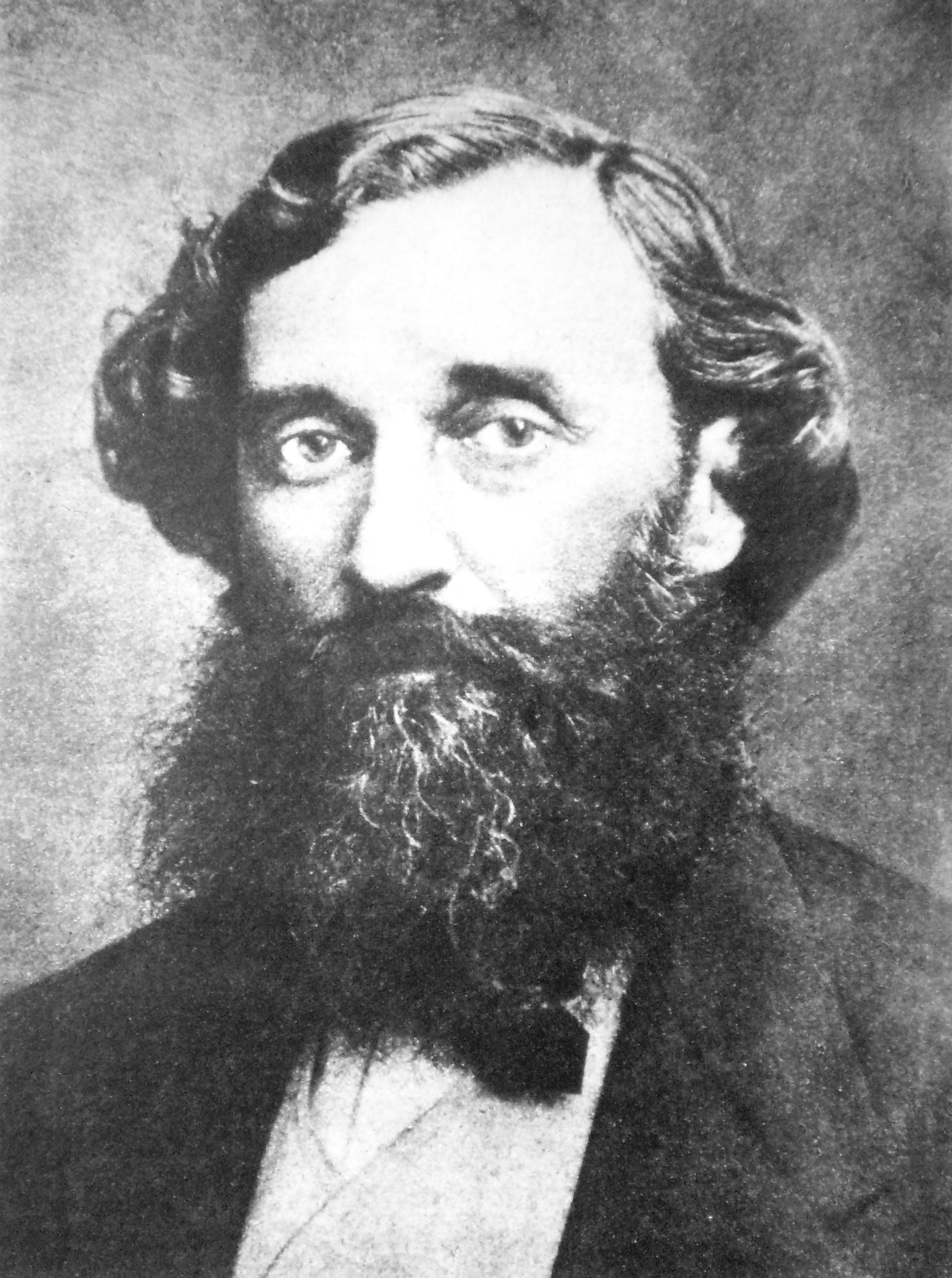
自由主義者バルトロメ・ミトレ。1862年から1868年まで大統領を務めた。以降は連邦派の勝利の度に中央政府に反乱を起こすことになる。

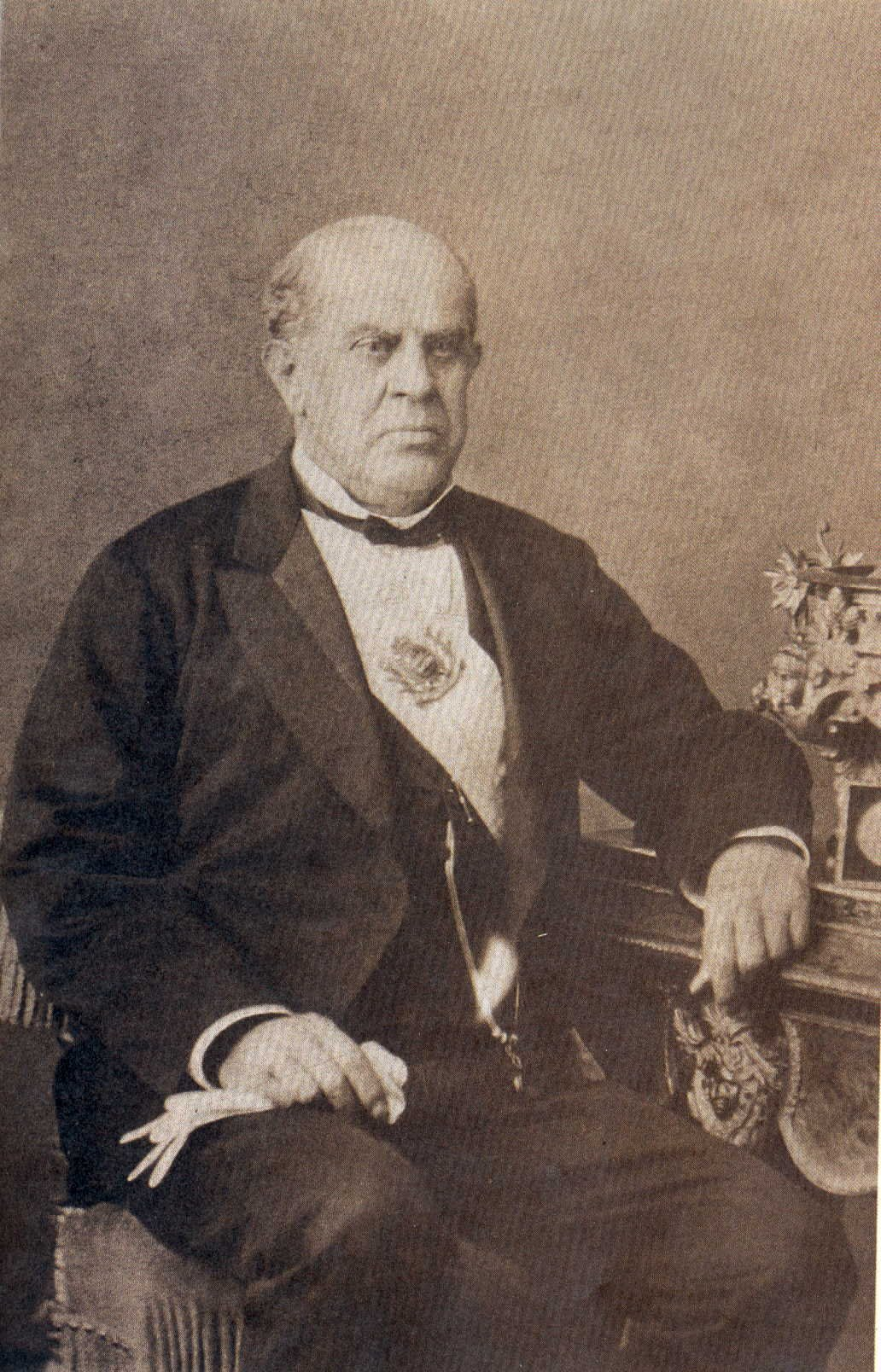
最も代表的な自由主義（欧化主義）者 ドミンゴ・ファウスティーノ・サルミエント。1868年から1874年まで大統領を務め、任期中に初等学校、師範学校の整備や識字率の劇的な改善が行われ、「教育の父」と呼ばれた一方で、ガウチョを「根性曲がりの二本足の動物」と呼び、土着文化を猛攻撃した。

1852年2月3日のカセーロスの戦いによってロサスが失脚したことは、アルゼンチンでは建国以来続いていた争いにおける近代化＝西欧化の潮流の勝利を確定した。この流れに沿ってアルゼンチンは国家統一を達成し、19世紀後半から20世紀半ばまで南米随一の近代国家としてラテンアメリカ最強国としての立場を築くことになったが、この時代の大きな特徴としては、外交路線がロサス時代の国粋主義から、先進国との国際協調主義に移行したことが特に挙げられる。このことは1857年に制定されたある法律で、国粋主義を貫いて英仏との戦争を戦い抜いたロサスが「傷ついた祖国の罪人」と規定されたことによって象徴され、以降マルビナス戦争の敗戦によるロサスの公式な再評価までこの枠組みは継続した。
また、ウルキーサの時代に「統治とは植民なり」を信条にしていたフアン・バウティスタ・アルベルディによって事実上起草された1853年憲法は、第25条で「連邦政府はヨーロッパ移民を誘致すること」を定めた、世界でも稀に見る条項を持つことになった。アルベルディは自国の経済政策において「豊かなパンパを抱えるアルゼンチンで工業化を目指すのはドン・キホーテ的な愚行」と述べ、後に大統領になるサルミエントも『ファクンド、文明と野蛮』の中で、アルゼンチンはパンパの農牧品を輸出してヨーロッパから工業製品を買うべきであると述べている。このような方針のためにアルゼンチンにおいて自主的工業化はそもそも果たされるべき目標にもならなかった。
カセーロスの戦いでロサスが失脚し、ウルキーサがアルゼンチンの実権を握ると、「1837年の世代」が亡命先から帰国し、以降自由主義者だった彼らによってアルゼンチンの近代化＝西欧化が推進された。しかし、ウルキーサが連邦派の立場を捨てずにロサス以来のアルゼンチン連合を制度化する道を選ぶと、自由主義者はウルキーサを見限り、ブエノスアイレス州の実権を握ってブエノスアイレス州はアルゼンチン連合から離脱した。このため、ロサス失脚後もアルゼンチン連合とブエノスアイレス国が対立することになるが、1861年の9月にブエノスイアレスの指導者バルトロメ・ミトレがパボンの戦いでウルキーサを破ると、双方は態度を軟化し、翌年ブエノスアイレスが自らの指導権を認めることを条件にアルゼンチン連合に加入することになった。

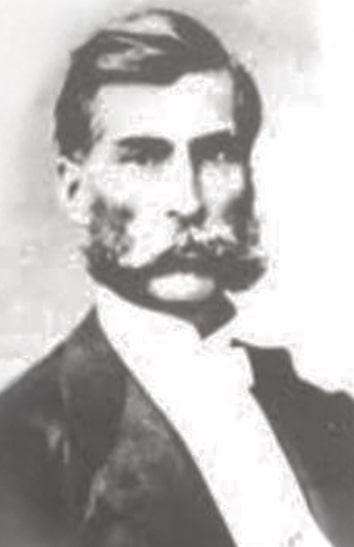
「アンデスのエル・キホーテ」こと、最後のモントネーロ（馬上の人） フェリペ・バレーラ

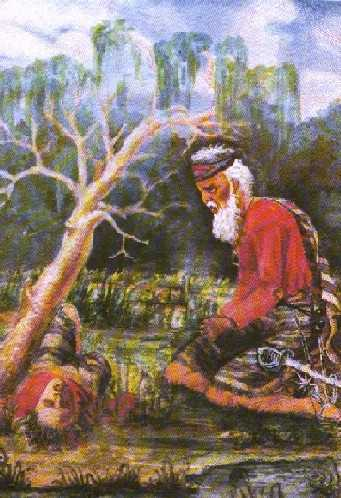
『我が子の遺体を看取るパラグアイ兵』ホセ・イグナシオ・ガルメンディア画。

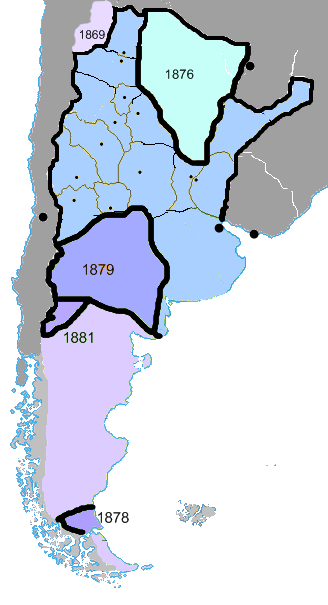
ロカによる征服作戦が始まる前後のアルゼンチンの政治的領域区分

こうして1862年にブエノスアイレスが指導的な立場を確保したままアルゼンチン連合に加盟することによってアルゼンチン共和国が成立し、アルゼンチン初の制度的な国家統一が実現された。自由主義者のバルトロメ・ミトレが共和国大統領になると、先進国との協調的な政治的姿勢が確定され、農牧業の労働力確保と人口の白人化のためのヨーロッパ移民の導入が本格的に始まることにとなった。その一方で国内では五月革命以来衰退が進んでいたアルゼンチン内陸部の国内産業はいよいよ崩壊し、自立的な工業化の発展への道は閉ざされることになる。つまり、アルゼンチンはこの時期に、世界経済の中枢であるイギリスに、穀物や牛肉を供給する代わりに工業製品を購入するための周辺国として世界市場に組み込まれることが確定したのである。このため、失業が広まる内陸部のラ・リオハ州からアンヘル・ペニャローサがブエノスアイレスの中央集権主義とミトレ政権に対して反乱を起こすが、すぐに連邦軍に鎮圧された。
1864年にブラジル、アルゼンチンによるウルグアイへの内政干渉を理由にパラグアイのフランシスコ・ソラノ・ロペス大統領がブラジルに宣戦布告すると、翌年ミトレ大統領にパラグアイ軍の領土通過を断られたロペスがアルゼンチンに宣戦布告したことによって三国同盟戦争への参戦がなされた。ミトレ政権は前述の先進国との国際協調的な立場からこの戦争を積極的に推進し、イギリスの仲介によってブラジル、ウルグアイと三国同盟を結んだ後に戦争のために連邦軍の制度化、軍備強化が進むが、一方で窮乏した内陸部から「地方人であることは、祖国も自由も権利も持たない奴隷である」ことを掲げたフェリペ・バレーラがブエノスアイレスによる中央集権主義に対して、「三国同盟戦争への反対とラテンアメリカ諸国の連合」を旗印に反乱を起こした。しかし、困窮した地方諸州のカウディージョやガウチョによる反乱軍は整備された連邦軍により鎮圧され、1876年にリカルド・ロペス・ホルダンが敗れたのを最後にカウディージョの乱は終わりを告げた。
1868年に大統領に就任したドミンゴ・ファウスティーノ・サルミエントはより一層この政策を推進し、「ガウチョをいくら教育してもイギリスの工員にすらなれない」、「ガウチョの血を一滴たりとも節約してはならない」と日頃から述べていたように近代化と土着文化への弾圧が進められた。三国同盟戦争は1870年に同盟側の勝利で終わり、パラグアイの滅亡と引き換えにブラジルとアルゼンチンはフォルモサ州とミシオネス州を併合した。サルミエントの政策は必ずしも民衆から支持を得ていた訳ではなく、現在でも「アルゼンチンの聖書」と呼ばれて国民的な人気を保っているホセ・エルナンデスのガウチョ叙事詩『マルティン・フィエロ』が完成したのはこの頃である。
1874年に就任したトゥクマン州出身のニコラス・アベジャネーダは、敵対していた土着的要素の中でも特にインディオを重視し、1860年にフランス人のオルリ・アントワーヌ・ド・トゥナンによってアラウカニア・パタゴニア王国が建国されるなど、パタゴニアにアルゼンチンの主権が及ばないことが他国（特にイギリス、フランス、同時期にアラウカニア制圧作戦を進めていたチリ）によるパタゴニアの植民地化に繋がるのではないかと懸念もあり、1877年に陸軍大臣のフリオ・アルヘンティーノ・ロカ将軍によって、「砂漠の征服作戦」が開始された。この征服作戦により、マプーチェ族を初めとするパンパのインディオ諸部族はアルゼンチン軍に敗れ、征服が終わった後は20万人のパンパ・パタゴニアのインディオ人口が2万人にまで減少した。この広大なパンパとパタゴニアの可耕地は、征服に参加したごく一部の人間によって分配され、リバダビア、ロサスと連綿と進められてきたアルゼンチンの従属資本主義的大土地所有制、一群の粗放な土地利用による生産性の低いエスタンシア群はここに完成することになった。
1880年4月の大統領選挙で対インディオ作戦の成功により人気を集めたトゥクマン州のフリオ・アルヘンティーノ・ロカが勝利するが、このことを不満に思った対立候補のブエノスアイレス州知事カルロス・テヘドールが6月1日に州軍、警察を総動員して反乱を起こした。
教育面では、「統治とは教育なり」を信条にしていたサルミエントは6年の任期中に小学校を1,082校から1,816校にまで増設、女性教員の養成、師範学校の増設、陸軍士官学校、海軍将校学校の創設、各種博物館や研究所の創設に努めた。この措置により、1869年のアルゼンチン初の国勢調査の時点で80%を越えていた文盲率は急速に改善し、これによりサルミエントは「教育の父」とも呼ばれることになった。

## 急速な近代化と「移民の洪水」（1880年-1916年）

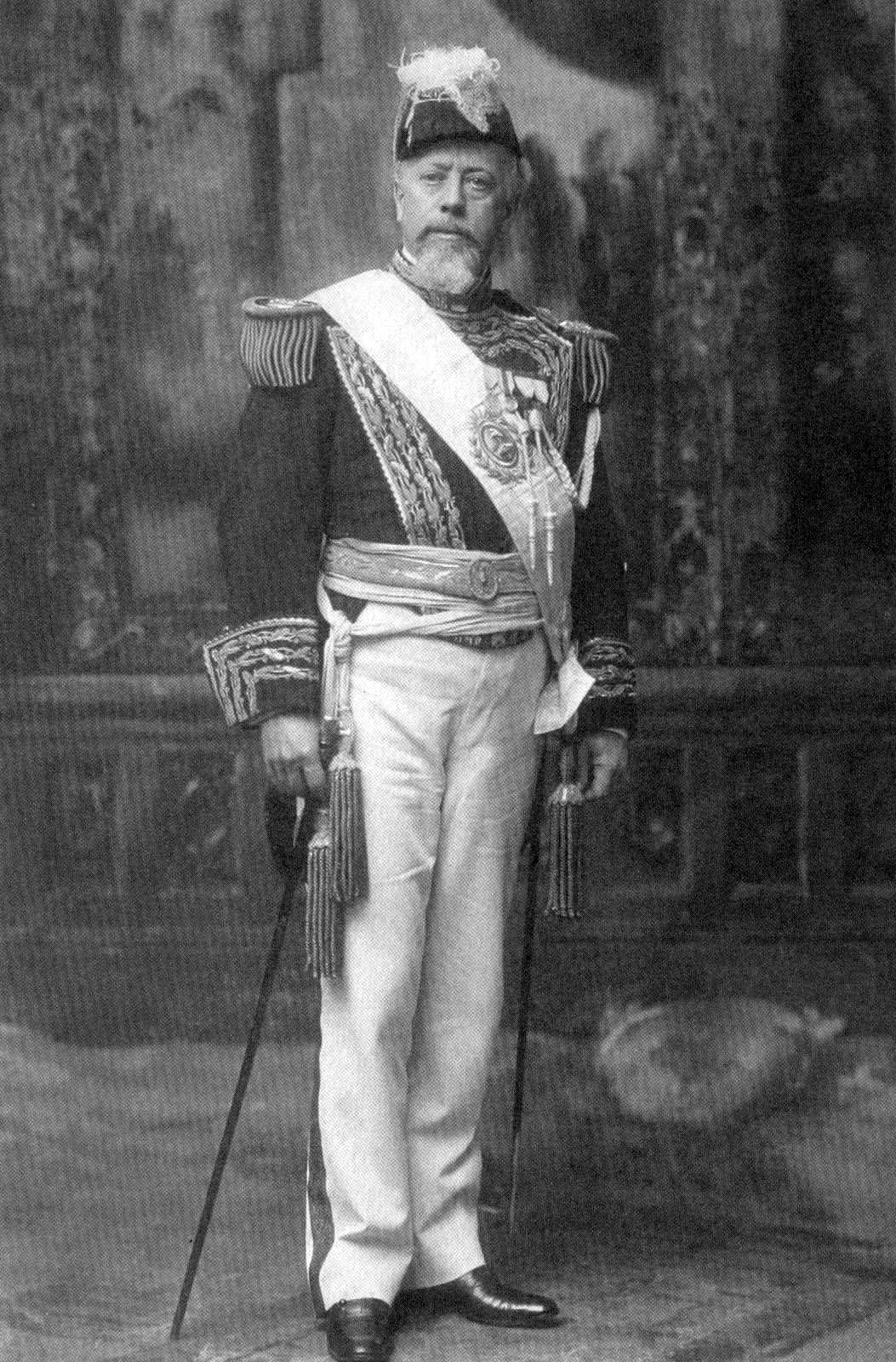
フリオ・アルヘンティーノ・ロカ。砂漠の征服作戦でパタゴニアを征服し、インディオ文化をほぼ消滅に追いやった。

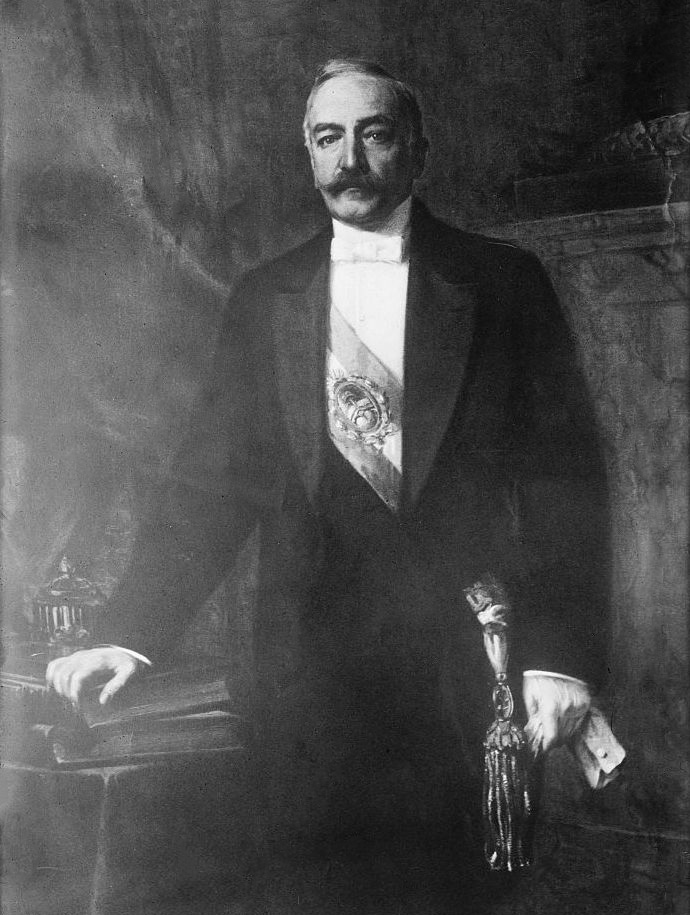
ロケ・サエンス・ペーニャ

テヘドール率いる反乱軍はアベジャネーダの指揮する連邦軍に追い詰められ、6月30日にテヘドールはブエノスアイレス州知事を辞任した。この勝利により、アベジャネーダは連邦議会の承認を得て9月21日に首都令を発し、ブエノスアイレス州からブエノスアイレス市を取り上げ、連邦直轄の首都に定めた。こうしてようやく建国以来長年の懸念だった首都問題が解決した。
こうして政治が安定すると、「1880年の世代」と呼ばれる一群のテクノクラートは国政に携わる中で、アルゼンチンを第二のヨーロッパに作り変えようとし、この時期に西欧化の主導権は彼等によって握られ、様々な分野でアルゼンチンの西欧化がそれまで以上に急速に進むことになる。首都令により、ブエノスアイレスが正式に連邦の首都に定められると、政治の安定によりそれまでの1853年憲法や移民法（1876年）、土地法（1878年）といった移民に便宜を与える諸法律が効果を発揮し、ヨーロッパ人移民の流入の速度が急速に上昇した。1880年から1929年にかけて、イギリス資本とヨーロッパ人移民が流入した。巨額の借款はベアリングス銀行が中心となって引受けた。パリバやドイツ銀行も単独で資本参入した。国内の未開のパンパが開発され、また冷凍船の導入により、ヨーロッパやアメリカ大陸諸国との牛肉や小麦などの畜産物の貿易が盛んに行われるようになると、アルゼンチンの経済は著しく成長した。
1899年に金本位制を導入して決済手段を整理したため、通貨供給量の実質量が減った。1890年11月のベアリング危機に遭って、アルゼンチン投資は一時的に停滞した。株は紙切れとなったが、債権は生きていた。アルゼンチン政府は1891年から1900年までに累計およそ1億6千万金ペソを返済した。これは総輸出所得額の8割に及んだ。返済と並行して各自治体の債務が中央政府の債務に組み込まれ、投資環境が整備された。
1900年にアルゼンチンの外国投資の内約81%がイギリス資本であり、この時期にイギリスの対ラテンアメリカ投資の約38%がアルゼンチンに振り向けられた。このイギリス資本により全土に鉄道が建設され、1910年には線路の総延長は27,794kmに達した。
政治面ではこの頃に移民により無政府主義運動を初めとする各種の社会主義思想がもたらされた。さらにはそれまでの全国自治党 (PAN) による寡頭支配に抵抗して、急進市民同盟による民主主義の実践に向けた運動が、時には暴力を伴いながらも進展した。これにより、アルゼンチンは連邦民主主義を強調するようになった。
このような外国資本と移民による経済の拡大は、確かに繁栄をもたらしたものの、一方で鉄道や農牧業といった基幹産業が外国資本の手中にあることはアルゼンチンの経済的対外従属を深め、また、輸出経済のこのような形での成立は少数の大地主を基盤とする寡頭支配層の確立をもたらした。以降のアルゼンチンの歴史はこのような諸問題を如何にして解決するかが大きな焦点となる。
アルゼンチンも独立後しばらくは他のラテンアメリカ諸国と同様に、今日のアルゼンチンよりも遥かにメスティーソの比率は高かったが、以下に挙げるような様々な要因、特に1871年から1913年までに定着した317万人ものヨーロッパ人の導入により、19世紀の内にアルゼンチンは都市を中心に人種構成までもが変わってしまった。アルゼンチンのように移民を受け入れてきたアメリカ合衆国の外国人比率が15%を越えた年は一度もなかったが、1914年にアルゼンチンの全人口に対する外国人比率は29.9%にまで達していた。現在「南米のパリ」と呼ばれるブエノスアイレスのヨーロッパ的な景観はこの頃に完成したものである。
1880年以降から急速に増加したスペイン、イタリアを主とする白人移民の「洪水」のような流入と元いた住人との通婚、戦争その他による黒人人口の減少、および19世紀半ばのロサスとロカによるインディオ掃討作戦、特に後者の行った「砂漠の開拓作戦」の影響は大きく、この頃から急速に国内人口の白人化が進んだ。「砂漠の開拓作戦」により、それまで決して友好的とは言えなくとも、通婚を含む交流は日常的に続けられていたパンパのインディオは1/10にまで減少し、生き残りはネグロ川以南のパタゴニアの不毛の地に追いやられた。また、内陸部の山岳地帯や、チャコ、パタゴニアといった地方に住むインディオや、ガウチョ、カウディージョ、メスティーソ、アフリカ系アルゼンチン人、そしてヨーロッパ的生活に馴染まない農民や労働者といった大衆らはブエノスアイレスのブルジョワジーを中心とした国造りの中で、内陸部やブエノスアイレス周縁部の発展が犠牲にされ、土着文化が弾圧されるとやはり厳しい立場に立たされた。このように先住民を初めとする土着文化への弾圧と同化政策には激しいものがあるものの、全体としてはアルゼンチンでは白人とインディオの混血が進むよりも虐殺の方が上回ったとは必ずしも言えず、近年の研究によるとアルゼンチン人の56%には先住民の血が流れていることが明らかになっている。そしてこのような相対立する2つのアルゼンチンの成立は、一方でアルゼンチン人の外国人嫌いの感情や、土着的なものへの再評価をもたらした。

## 急進党の時代（1916年-1930年）

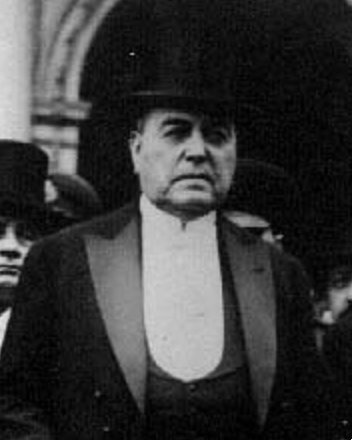
幾度も政権を担当し民主化に努めた急進市民同盟のイポリト・イリゴージェン
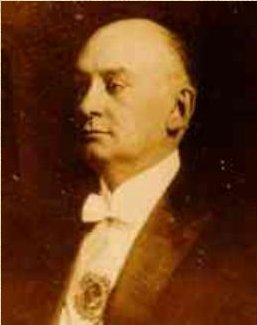
マルセーロ・アルベアール

1916年に大統領選挙によって急進党からイポリト・イリゴージェンが大統領に就任したが、しかし政治の民主化を唯一の綱領としていた急進党にとっては政権に就いた時点でその当初の目標のほとんどを達成してしまったのであり、イリゴージェン政権には具体的な社会、経済に関する計画が欠如していた。
1916年から1922年までの第一次イリゴージェン政権では労使協調を基礎とする労働者保護政策が進められたが、その一方で体制に非妥協的な労働争議はそれまでのように弾圧を以て望み、パタゴニアの農民反乱では軍隊が出動し、「パタゴニアの悲劇」と呼ばれる虐殺が行われた。他方で経済的には国民主義を基調とし、「国家石油公社」が1922年に設立されたが、鉄道の国有化等は行われず、全体的に不徹底なものに留まった。イリゴージェン政権において特筆されるのは、1918年にコルドバ大学の学生運動から始まった大学改革であり、学生側の発案により、イリゴージェンによって大学側が古いカリキュラムを改めることを認められ、この事件がきっかけになってペルーのサン・マルコス大学などを初めとするラテンアメリカ諸国の大学改革運動が始まることになった。外交においてイリゴージェンは、第一次世界大戦にて、イギリスや国内保守派からの再三の協商国側での参戦要請にもかかわらず、ブラジルやアメリカ合衆国とは異なる独自外交実践のために国民主義的な政策を採って中立を維持した。
イリゴージェンの後は1922年に急進党からマルセーロ・アルベアールが大統領に就任した。アルベアールは保守的で、1924年の急進党のイリゴージェン派と反イリゴージェン派の分裂にも一定の理解を示したものの、イリゴージェン政権において漸進的に進められていた労働者保護が、婦女子労働法、相続税の導入により一層進められることにもなる。
急進党が分裂し、敗北必至とみられた1928年の大統領選挙でイリゴージェンが勝利すると、第一次イリゴージェン政権とは比べ物にならない速さで改革が実施されることになる。具体的には北部地域の鉄道を国家主導で進め、製鉄業を保護し、石油の国有化が行われた。また、教育面でも大衆教育拡充のために1,700校近い学校が増設された。しかし、1928年に既に76歳を迎えていたイリゴージェンにかつてのような体力はなく、指導力の低下により政権では腐敗が横行し、さらには翌1929年の世界恐慌に全くの無策だと判断されたため、1930年9月6日に保守派と結びついた軍事クーデターにより、イリゴージェンは失脚した。
生活面では第一次世界大戦後もヨーロッパからの移民は続き、1920年代を通して約80万人がヨーロッパから流入した。この頃には国家の富裕化を反映して1922年には非識字率が南米で最低水準の14%にまで減少し、次第に人口に対する中産階級の比率が増加するなどの要素もあったが、この恩恵に与ったのは豊かになったブエノスアイレスとロサリオの住民だけであり、1930年代に困窮する内陸部からの国内移民が進む要因は既に出来上がっていた。
文化面におけるこの時期の特徴としては、それまでブエノスアイレスのラ・ボカやサンテルモで育ったアルゼンチン・タンゴが、カルロス・ガルデルやフランシスコ・カナロらの活躍により、パリやニューヨークなどで世界的に大成功し、アルゼンチンの名を轟かせた。
スポーツでは、1930年にウルグアイで開催された第一回ワールドカップにて、アルゼンチン代表は惜しくも決勝戦でウルグアイに敗れてしまった。このことがきっかけとなって暴徒化したブエノスイアレスのアルゼンチンサポーターによりウルグアイ領事館が投石される事件が起き、両国の間で外交問題になった。1931年にはそれまでのプリメーラ・ディビシオンがプロ化し、ボカ・ジュニオルスが初代優勝クラブとなった。

## 「忌まわしき十年間」(década infame)（1930年-1943年）

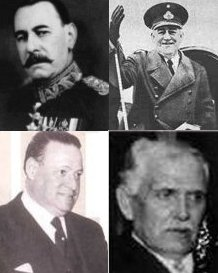
「忌まわしき10年間」に政権を担当した（左上から右下へ）ウリブル・フスト・オルティス・カスティージョ

急進党のイリゴージェン政権に反発する軍部の保守派は寡頭支配層と結びつき、政権転覆の機会を窺っていたが、大恐慌にイリゴージェンが対処できないことが判明すると、1930年9月6日にクーデターが行われ、イリゴージェンは失脚した。
新たに政権についたホセ・フェリクス・ウリブル将軍はアルゼンチンにファシズム体制を築こうとしたが、1931年の選挙で敗北したことによりこの試みは頓挫し、代わって1932年に不正選挙で勝利したアグスティン・ペドロ・フスト将軍が大統領に就任した。
フストの政策は伝統的な大地主の利害を反映して対英追従を旨とし、1933年にイギリスとの間で締結されたロカ＝ランシマン協定により、どうにかアルゼンチン牛肉の販路をイギリス市場（スターリング・ブロック）に確保したが、見返りにアルゼンチン資本の冷凍肉の対英輸出量が15%に定められるなどの多大な譲歩を強いられ、さらにはイギリスの権益を擁護するためのアルゼンチン中央銀行の設立（1935年）、イギリス系鉄道を競争から保護するためのブエノスアイレス交通市局法（1936年）、全国交通調整委員会法（1937年）の制定、さらには石油の独自精製を認められない形での石油産業への外資導入など、数々の譲歩が行われた。
このように選挙不正とイギリスへの譲歩により特徴付けられた1930年代は「忌まわしき十年間」(década infame) と呼ばれた。しかし、一方で従属するアルゼンチンを克服するための国民主義が主要な思想潮流となり、リサンドロ・デ・ラ・トーレやイラススタ兄弟、レオポルド・ルゴネス、オメロ・マンシらにより、国民の民族的覚醒と経済的独立への期待、反帝国主義思想が生まれた。しかし、これらの思想潮流は不正選挙により国政には反映されず、最終的にペロン主義に行き着くことになる。
また、1930年代を通して内陸部から国内移民がブエノスアイレスに移住し、ブエノスアイレスと困窮する地方の格差が拡大した。
1938年にはロベルト・オルティスが大統領に就任する。1939年に第二次世界大戦が始まると、アルゼンチンではロベルト・オルティスを初めとする親連合国派の積極参戦派と、ラモン・カスティージョを初めとする親枢軸国派の絶対中立派が対立していたが、1940年にカスティージョが政権を掌握すると、枢軸国に中立的な政策が行われた。しかし、アメリカ合衆国によるブラジル、チリへの兵器供与は、軍備の近代化の遅れを焦る青年将校に大きな影響を与え、1943年には親枢軸派の青年将校により統一将校団 (GOU) が結成された。

## ペロニスモの時代（1943年-1955年）

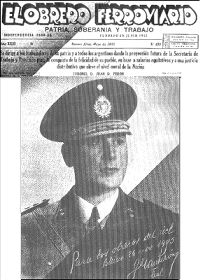
GOU時代のフアン・ペロン（1945年）

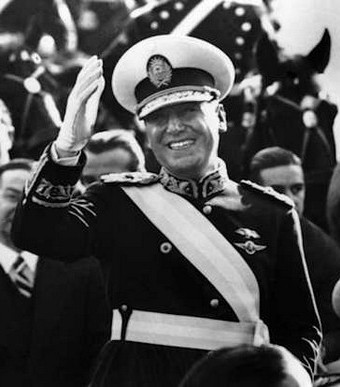
アルゼンチン現代史における重要人物 フアン・ドミンゴ・ペロン

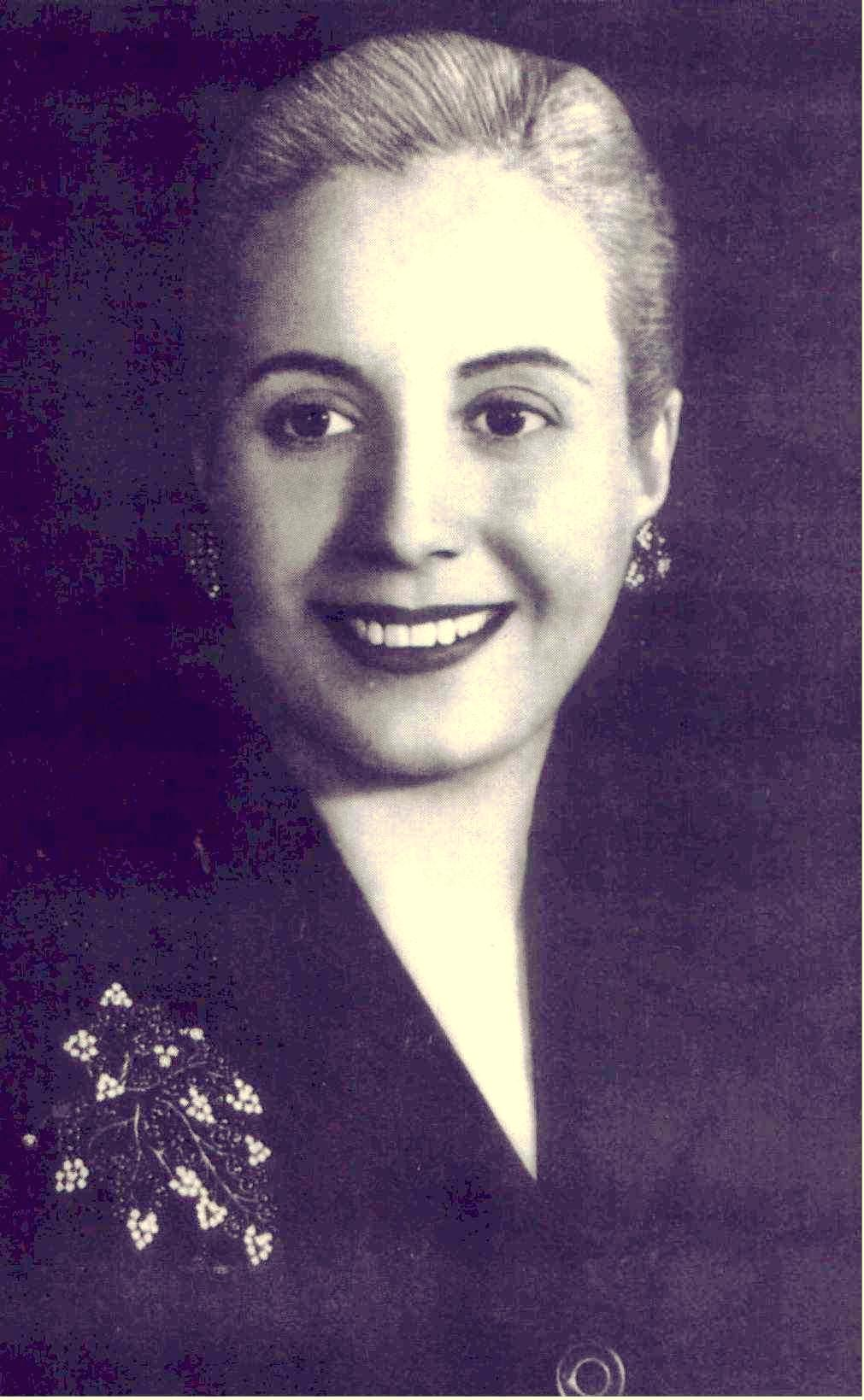
エバ・ペロン（エビータ）

1943年9月に行われる予定の大統領選挙にて、またも不正選挙が行われることを憂慮した統一将校団 (GOU) が、親枢軸中立を掲げて6月4日に決起し、枢軸国に宣戦布告しようとしていたアルトゥーロ・ラウソン大統領を追放してペドロ・パブロ・ラミレス将軍が大統領に就任した。文民の支持なしに軍部内の主導権のみによって行われたこのクーデターは、1943年にアルゼンチン史上初めて工業生産が農業生産を上回っていたように、当時自発的に進んでいた工業化の要求に応えることとなった。このため、このクーデターは単なる軍事クーデターに留まらず、社会や経済の変革をも包括することになった。
クーデター後フアン・ドミンゴ・ペロン大佐が陸軍次官と国家労働局長に就任し、「上から」の積極的な労働者保護政策を打ち出した。翌1944年1月にラミレス政権が枢軸国と断交すると、このことがペロン大佐を中心とするGOUの非難を呼び、2月にラミレスは失脚し、3月にペロンの友人で副大統領だったエデルミロ・ファーレルによる政権が成立した。このことはアルゼンチンの中立を放棄させようとするアメリカ合衆国の怒りを招き、合衆国によるファーレル政権不承認と経済制裁が発動されたが、この露骨な内政干渉がかえって国民を団結させ、積極中立を擁護するペロン大佐の人気を高めることになった。枢軸国の最終的な敗北がもはや明らかとなった1945年3月27日に、ファーレル政権はナチス・ドイツと大日本帝国に宣戦布告したが、この頃にはペロンは自らをアルゼンチンの主権と、労働者の権利を擁護する存在としてイメージ形成し、ペロンの思想はペロニスモ、ペロンの支持者はペロニスタと呼ばれるようになっていた。
1945年8月に戒厳令が解除されると、ペロンの政策をファシズムだとみなした急進党、社会党、共産党や、アメリカ合衆国大使スプルーレ・プレイドンらは積極的にペロン批判を初め、10月9日にエドゥアルド・アバロス将軍の率いる軍内の反ペロン派がクーデターを起こし、ペロンを幽閉した。しかし、このクーデターはペロン派のCGTや労働者の行った「10月17日の集会」により失敗し、ペロンは釈放された。この時点でペロニスモは、ペロニスタによる「下から」の大衆運動となった。
1946年2月の大統領選挙で、労働党から出馬したペロンは保守党、急進党、社会党からなる民主連合を破って勝利し、6月4日に大統領に就任した。1947年に労働党は正義党（ペロン党）に改組された。
ペロン政権は「社会正義、経済的自由、政治的主権」を掲げ、権威主義的に米州機構からの脱退に代表される独自外交路線や、国防の強化のための重工業育成を図り、1947年から1951年までに第一次五ヵ年計画が行われた。この頃ペロンが「金の延べ棒がごろごろしていて中央銀行の通路は歩けない」と豪語したように、大戦中に蓄えられたアルゼンチンの外貨保有量は終戦直後は世界一であり、この莫大な外貨を梃子にして工業化と福祉政策が進められることになる。このような経済的国民主義により1946年には電話会社と中央銀行が、1948年にイギリス資本の鉄道が接収された。しかし、第一次五ヵ年計画は設備投資や技術導入の不足により重工業化に失敗し、繊維産業などの軽工業を発展させたに留まり、工業偏重政策のために農牧業の生産も落ちてしまった。更には戦闘的労働組合の経営介入や、無計画な福祉による労働者のモラルの低下は国庫支出の増大と共に投資の減少を引き起こし、1930年代に見られたアルゼンチンの産業の自主的な民族的発展は停止してしまった。また、外貨も1949年には使い果たしてしまうことになる。
このように1949年から1950年にかけての経済危機により、ペロニスモの危機は明らかになっていたが、1952年にペロンは憲法改正により連続再選した。しかし、大衆のペロンへの支持は次第に失われてゆき、同年労働者から聖母のように慕われていた妻のエバ・ペロンが急死したこともペロン政権への大きな痛手となった。1953年に開始された第二次五ヵ年計画では農牧業を重視した方向転換が図られ、また、アメリカ合衆国資本の流入を認めることになった。しかし、この措置はそれまでの反米的な姿勢と矛盾するものであり、ペロニスタ内部の批判が募ることになる。内外からペロン政権への攻撃が強まる中で1954年に離婚法を制定したことは、ペロン政権にとって命取りとなり、カトリック教会と敵対して1955年6月にペロン自身がローマ教皇に破門されると国民に大きな動揺が広がり、最終的に9月16日にエドゥアルド・ロナルディ将軍のクーデターによってペロンは追放された。
このようにペロン政権は寡頭支配層と労働者の対立を強調したものの、その一方で農地改革などの寡頭支配の基盤を切り崩す政策は行われず、また、行き過ぎた労働者保護により労働者の被害者意識と階級対立を強めてしまい、後の国民統合に大きな禍根を残すことになった。

## 暴力と衝突の時代（1955年-1982年）

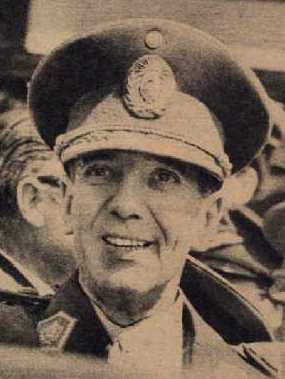
ペロンの後継大統領となったものの短期間で失脚したエドゥアルド・ロナルディ。
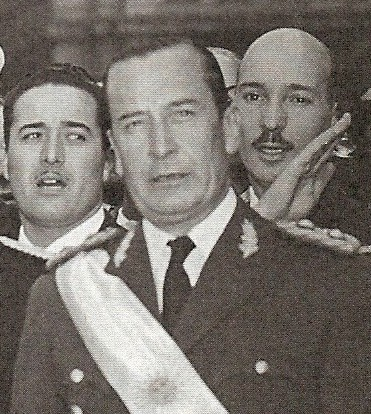
実質ペロン後のアルゼンチンを率いたペドロ・エウヘニオ・アランブル。
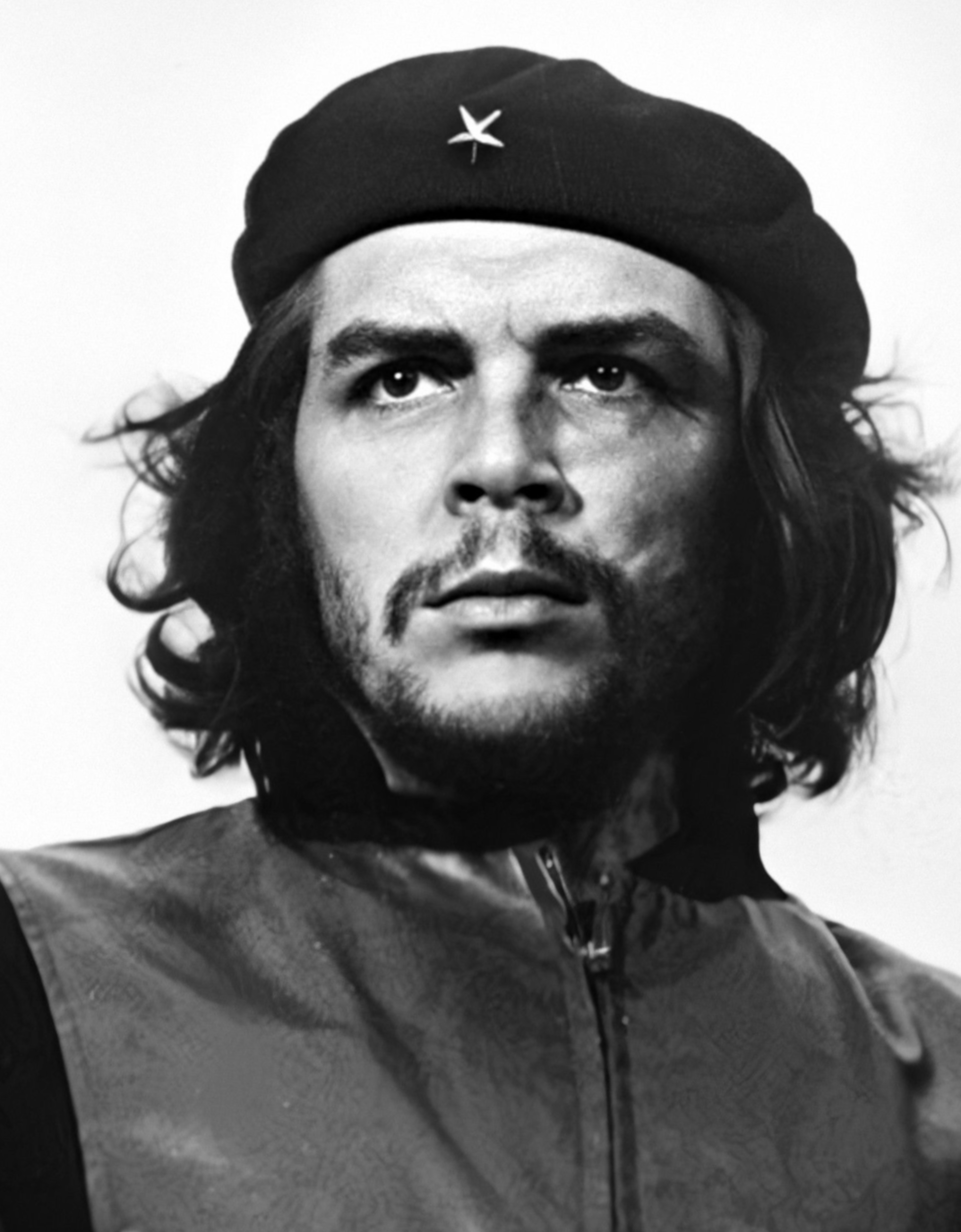
アルゼンチン、およびラテンアメリカを代表する革命家 エルネスト・ラファエル・ゲバラ・デ・ラ・セルナ。ペロンがゲバラを賞賛したことでペロン主義は反政府的・左派的・革命的なものへと変質していく。

1955年のクーデターによりフアン・ペロンが追放された後、エドゥアルド・ロナルディ将軍はペロン主義との和解を訴えたが、この路線は反ペロン派の反対にあって実現せず、同年就任したペドロ・エウヘニオ・アランブル大統領により、ペロン主義と軍部、寡頭支配層の間の亀裂は決定的なものとなった。以降アルゼンチン史は数十年に渡り、この巨大な亀裂によって規定され、暴力と混乱が社会の至る所に表出した。
また、軍部、寡頭支配層による弾圧が進むに連れ、ペロニスタ内部での変質が生じ、ペロン時代にペロンが農地改革を唱えたことはなかったのにも関わらず、1962年にはその綱領に農地改革が盛り込まれるなど、次第にペロニスタ内部での左傾化と中産階級化が進んだ。このことは、ペロンが1967年10月にアルゼンチン人の革命家チェ・ゲバラがボリビアのイゲラで戦死した際に、ゲバラを「ラテンアメリカ革命の生んだ最も優れた英雄」と呼んだことに象徴される。こうして左傾化したペロニスタは次第に闘争戦術を激化させ、工場占拠や、暴力革命を目指すゲリラ組織設立にまでエスカレートし、軍部とペロニスタ双方のテロにより多くの犠牲者が出た。
このように、ペロンの残した社会、経済制度の不備もあって、南米最富裕国だったアルゼンチンは、1960年代頃から徐々に経済復興が進んだ日本や当時新興国であった大韓民国、台湾などのNIES諸国、そしてブラジル、チリといったラテンアメリカ内での競争相手に追い抜かれることになる。

### 自由革命と開発民主主義の時代（1955年-1966年）
ペロン追放後1955年9月23日にエドゥアルド・ロナルディ将軍は臨時大統領に就任し、ペロン体制で実現された労働者の既得権を認めることを含めて、国民的合意を訴えた。しかし、反ペロン派の軍人、政治家、知識人はこのような穏健策には納得せず、同年11月13日に彼等の主導権によって強硬な反ペロン派のペドロ・エウヘニオ・アランブル大統領が就任し、ペロニスタへの大弾圧が行われた。こうしてペロニスタ指導部は次々と逮捕され、賃上げは抑制され、経済拡大のための外国資本導入が図られ、1956年にはペロンが制定した1949年憲法が破棄されて1853年憲法が復活した。これはアルゼンチンの社会経済体制をペロン登場以前の状態に戻そうとするための試みだったが、「自由革命」とも「寡頭支配層の復讐」とも呼ばれるこのような政策は、ペロンの政策により明確になった労働者大衆と富裕層との間の亀裂をより大きなものにしてしまい、以降アルゼンチンは数十年に渡りこの対立が巨大な政治的不安定要因となる。

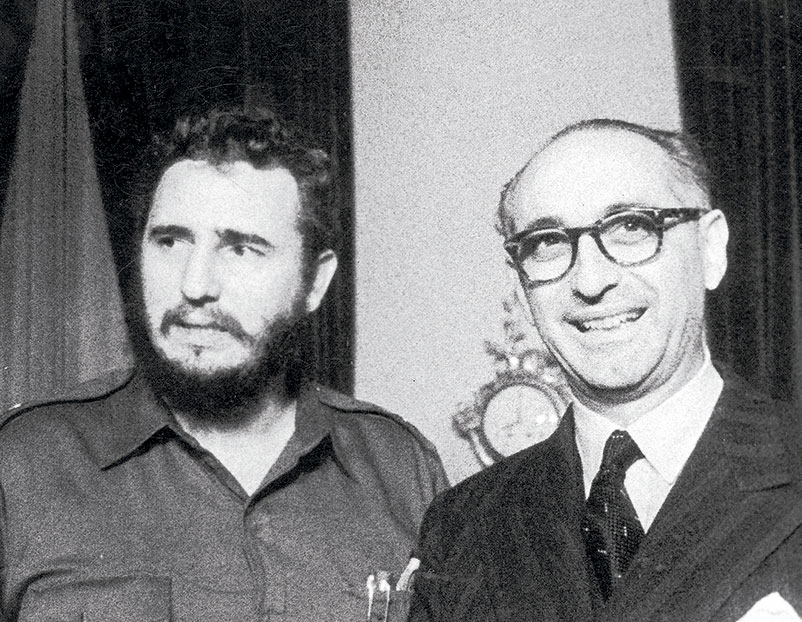
フィデル・カストロと会談するアルトゥーロ・フロンディシ。これが一因となって結果的に軍事クーデターで政権を追われる
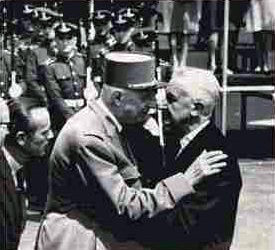
アルトゥーロ・ウンベルト・イリアとシャルル・ド・ゴール（クラリン紙、1964年10月4日）

1958年に急進党非妥協派から就任したアルトゥーロ・フロンディシ大統領は、当初ナショナリズム路線を標榜してペロニスタの支持を取り付けることによって当選したものの、石油産業開発のために外資導入が不可欠があることを認めると、同年12月に外資法を制定し外国資本の積極導入による重工業発展のモデルを目指したことがペロニスタに批判された。さらにキューバ革命後のカストロ政権への制裁反対や、1961年にウルグアイのプンタ・デル・エステでの米州機構の総会でキューバの閣僚となっていたチェ・ゲバラと会談したことが反共的な軍部の反感を買い、1962年に軍事クーデターによって追放された。
ホセ・マリア・ギドの暫定政権の後に、1963年7月に急進党人民派から当選したアルトゥーロ・ウンベルト・イリア大統領はナショナリズム政策を採ったが、これがインフレ、外資不足を招き、さらに左傾化したペロニスタによる工場占拠などの実力行使は社会不安を招いた。このため、イリアは1966年6月にクーデターで失脚した。

### アルゼンチン革命の挫折（1966年-1973年）

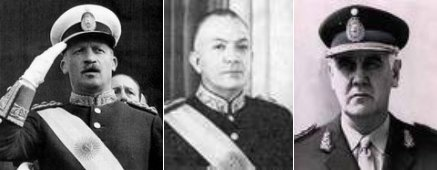
「アルゼンチン革命」を主導したオンガニーア・レビングストン・ラヌーセ（左から右へ）

1966年6月にクーデターで大統領に就任したフアン・カルロス・オンガニーア将軍は、「アルゼンチン革命」を掲げて外国資本を導入し、緊縮政策でインフレを抑制した。アルゼンチンでもブラジル型の官僚主義的権威主義体制が成立したのである。この経済政策は当初は成功し、ブラジル同様に外国資本の大流入による著しい工業成長が1970年まで続いた。

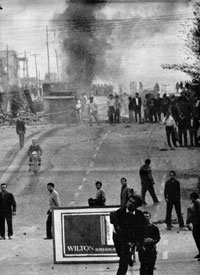
コルドバ暴動（コルドバソ）

しかし、オンガニーアの強権的な弾圧政治でもブラジルの軍事政権がコスタ・エ・シルヴァ将軍の時代に達成したような、国民的な抵抗運動の完全な排除にまでは至らず、1969年5月にコルドバ大学の学生運動から始まったコルドバ暴動（コルドバソ）が国内諸都市に波及し、鎮圧のために軍隊が出動するとオンガニーア政権は厳しい立場に立たされた。さらにオンガニーアの就任と時を同じくして、1960年代初頭にキューバ革命の影響を受けて成立したゲリラ組織が隣国ウルグアイのトゥパマロスの影響などを受けて復活し、ペロニスタ武装軍団、アルゼンチン解放戦線を初めとする都市ゲリラが跋扈するようになった。特に、1969年に「青年ペロニスタ」から分離独立したモントネーロスは、1970年5月から6月にかけてペドロ・エウヘニオ・アランブル元大統領を誘拐、暗殺し、この事件が軍の決定的な離反を招いて同年6月8日にオンガニーアは失脚した。
オンガニーアの後を継いで同年6月18日に大統領に就任したロベルト・マルセーロ・レビングストン将軍は、オンガニーア時代の弾圧政治に終止符を打ち、軍部、労働組合、テクノクラートの国民的合意により民族産業を発展させることを目標にしたが、長年の政治的混乱によりこの目標は果たせず、1971年3月の第二次コルドバ暴動により失脚し、同年3月26日にアレハンドロ・ラヌーセ将軍が大統領に就任した。
ラヌーセ大統領はアルゼンチンの政治、経済の大混乱がペロニスタと軍部の泥沼の抗争にあると見て、ペロニスタを議会政治の枠に戻すことにより「国民的大合意」を図り、軍部の抵抗がありながらもマドリードに亡命中のペロンと連絡を取って、ペロンの直接出馬を認めないものの、正義党の出馬を認めた大統領選挙が1973年3月11日に実施された。

### ペロンの復権（1973年-1976年）

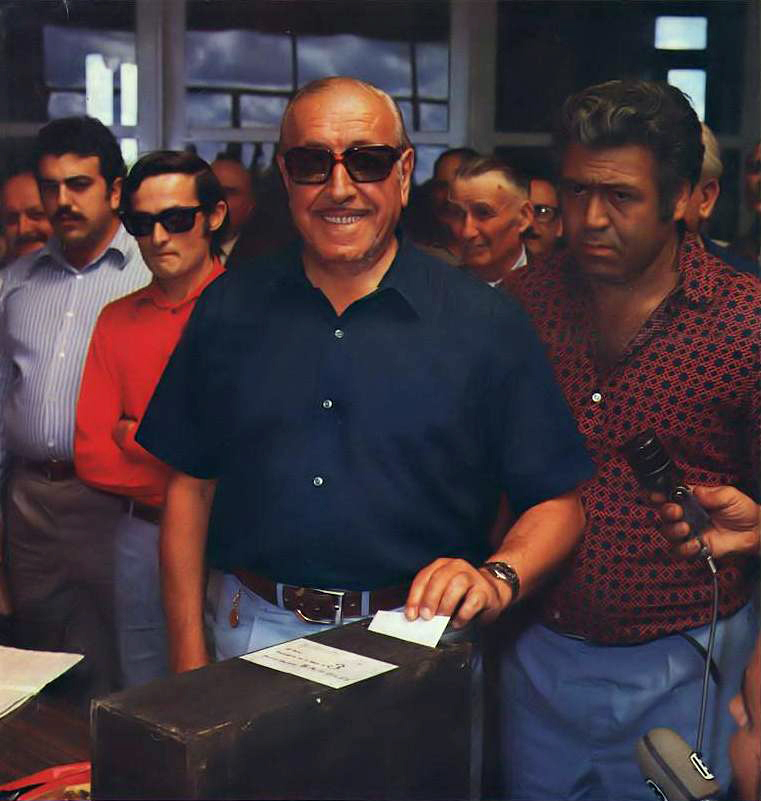
投票するホセ・カンポラ

1973年3月11日の大統領選挙により、正義党からペロンの秘書エクトール・ホセ・カンポラが勝利するとカンポラは同年5月25日に大統領に就任した。18年振りの正義党の勝利後、カンポラはすぐにキューバとの国交回復、東側諸国との国交樹立、外資系銀行7行の国有化などの左翼ナショナリズム政策を採ったが、しかし、カンポラ政権はこのように左傾化したペロニスモを代表していたために、ペロニスタ右派との内部分裂が激しくなってしまった。こうして分裂したペロニスタ統率のために、ペロン自らが大統領に就任することが求められたため、7月13日にカンポラは辞任し、9月23日に実施された大統領選挙で60%以上の支持により、三度フアン・ペロンが大統領に就任した。
就任当時78歳で心臓病を患っていた第三次ペロン政権は、しかし都市ゲリラの活動やインフレに対して効果的な対策を打ち出せず、社会協約体制の再現、新外資法の制定、農地改革なき農業関係諸法の制定などの政策を行った。しかし、これらの政策は効果を上げずに20年前のペロン体制の復活を目指しただけで終わり、1974年7月1日に心臓発作でアルゼンチン史に正負共に多くの遺産を残した生涯に終止符を打った。
ペロンが死去すると妻であり、副大統領だったイサベル・ペロンが大統領に就任し、ここで世界初の女性大統領が誕生するが、イサベル・ペロンは都市ゲリラの跳梁やインフレに対して朝令暮改を繰り返すだけで全く有効な対処が出来ず、さらにイサベル・ペロンの顧問であったロペス・レガ社会福祉相は極右の準軍事組織（実質的な死の部隊）「アルゼンチン反共産主義同盟」(AAA) を結成し、政権にとって目障りな知識人や政治家、ジャーナリストを次々と暗殺することになり、このために左右両派のテロがさらに激化した。
こうした状況の中、1976年3月26日に陸海空三軍の軍事評議会が統治能力を失っていた政権に対してクーデターを起こし、イサベル・ペロンは失脚した。ラヌーセ将軍が提案した軍部とペロニスタの和解のための努力は、双方の無為無策のために水泡に帰すこととなった。

### 国家再編成プロセスと汚い戦争（1976年-1982年）

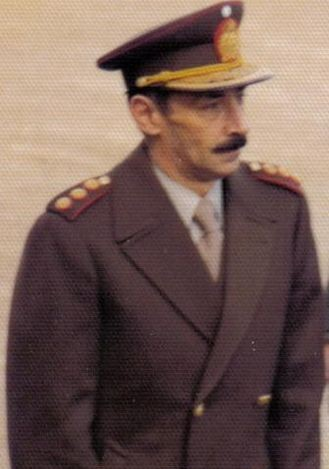
軍事政権を樹立・独裁政権を率いたホルヘ・ラファエル・ビデラ
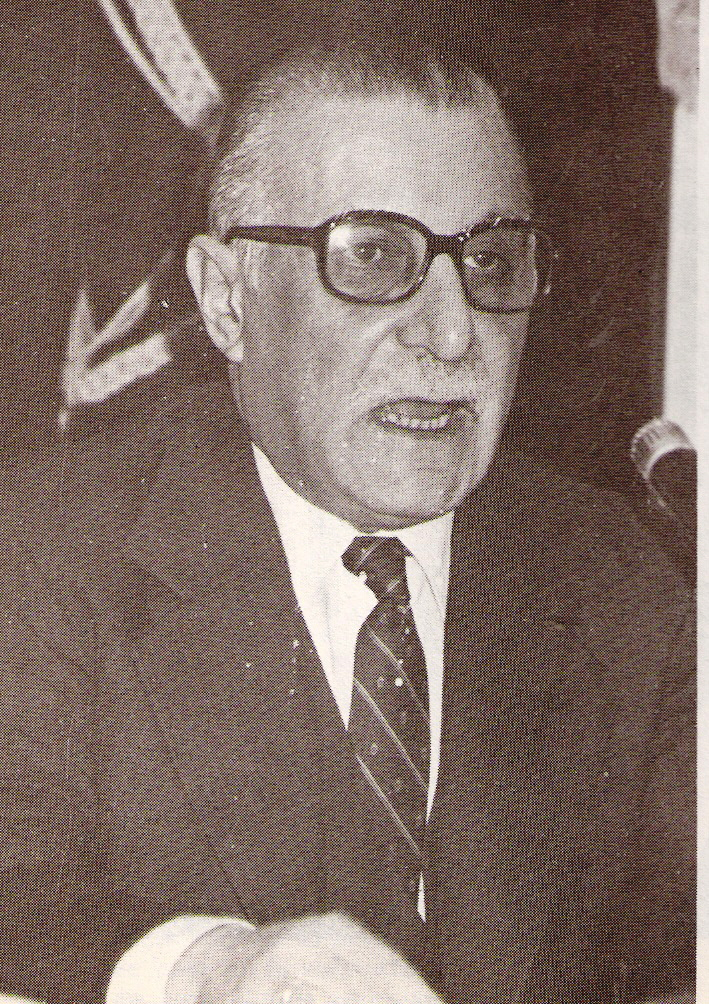
ビデラの後継政権を担ったものの経済失政で失脚したロベルト・エドゥアルド・ビオラ

1976年3月26日に軍事評議会がクーデターを起こし、陸海空三軍の推薦によりホルヘ・ラファエル・ビデラ将軍が大統領に就任すると、アルゼンチンにも再び軍事政権が樹立された。ビデラ政権は「国家再編成プロセス」と称する軍民協調の独裁体制を敷く一方、「汚い戦争」を対ゲリラ戦略として採用し、反体制派およびゲリラとみなされたものを非合法的な手段で徹底的に弾圧した。これにより主だった都市ゲリラは壊滅し治安維持に大きな成功を収めたものの、この過程で秘密裏に「行方不明」になった者は9,000人から30,000人にも上り、国民統合に大きな禍根を残した。経済面では「アルゼンチン革命」で活躍したテクノクラートが再び登用され、テクノクラート主導による工業化を進めるためにミルトン・フリードマンの新自由主義に影響を受けたマルティネス・デ・オス経済相により、外国資本を積極導入し市場原理を最優先する経済開発が進められたが、この政策は国内産業に甚大な被害を与えた。ビデラ時代には物価上昇とともに3ヵ月毎に賃金も自動的に上昇する賃金スライド制が導入されたが、これは効果に乏しかった。このような状況の中、1978年にアルゼンチンで開催されたワールドカップでアルゼンチンは初優勝し、世界的なサッカー強豪としての存在感を発揮してアルゼンチンにとって久々に明るいニュースとなるが、この時にアルゼンチンにワールドカップを観戦に来た外国人観光客の観察によって軍事政権による人権侵害が国際社会の明るみに出ることにもなった。1978年末にはチリのアウグスト・ピノチェト政権と、アルゼンチンとチリが相互に領有を主張するパタゴニアのビーグル水道のピクトン島・レノックス島・ヌエバ島を巡って紛争直前の事態となったが、これはローマ教皇フアン・パブロ2世の仲介によって回避された。
ビデラ政権はインフレの激化や経済の極端な悪化で退陣し、1981年3月に軍事評議会メンバーで陸軍総司令官のロベルト・エドゥアルド・ビオラ将軍が大統領に就任したが、ビオラ政権下では数度に渡るペソ切り下げが行われインフレは悪化し、経済的な大失政の責任を追及されて1981年11月22日にビオラは更迭された。
ビオラの後を継いで同年12月11日にビオラの後任の陸軍総司令官だったレオポルド・ガルティエリ工兵中将が大統領に就任したが、ガルティエリは権威主義的な性格が前二者よりも遥かに強く、さらにビデラ時代の賃金スライド制が廃止されたことにより国民の不満も高まった。ここに来てガルティエリは軍政存続のために、大きな賭けに出た。

### マルビナス戦争（1982年）

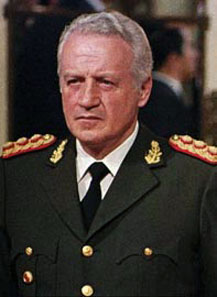
マルビナス戦争を起こし結果的に失脚したレオポルド・ガルティエリ
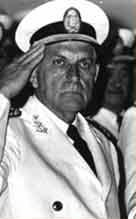
軍政時代に終止符を打ったレイナルド・ビニョーネ

ガルティエリ政権は、1833年のロサス時代にイギリスに占領され、実効支配され続けていたマルビナス諸島（英語ではフォークランド諸島）への、1930年代以来国民的悲願となっていた領有権を再び大きく取り上げた。同年4月2日にアルゼンチン陸軍部隊がマルビナス諸島に上陸すると、イギリス首相のマーガレット・サッチャーはこれに大軍を送って応じ、マルビナス戦争（フォークランド紛争）が勃発した。
この戦争に際しては、帝国主義の残滓への抵抗という側面を重視したラテンアメリカ諸国を初めとする第三世界諸国からアルゼンチンへの支持が集まったが、アルゼンチン人が精神的な祖国として心理的に共感を抱き、頼みにしていたヨーロッパ (EC) と、軍事政権時代に様々な協力関係を構築していたアメリカ合衆国からの支持は得られなかった。それまでの独裁政治で明らかだったように寡頭支配層の利害を代表していた軍上層部が定めた非効率的な組織制度の中でも、徴兵により北西部を中心とする内陸部諸州から集められたアルゼンチン兵は勇戦したが、質に勝るイギリス軍によってプエルト・アルヘンティーノは包囲され、6月14日のアルゼンチン軍の降伏によってこの戦いは幕を閉じた。

## 敗戦と民政移管から経済崩壊まで（1982年-2003年）
三国同盟戦争以来の本格的な戦争であり、建国以来初の敗戦となったマルビナス戦争はアルゼンチン人の意識に大きな影響を与えた。特に、多くのアルゼンチン人のルーツであり、アルゼンチン人がアイデンティティを求めたヨーロッパ諸国 (EC) がこぞってイギリスを支援し、逆に第三世界、特にラテンアメリカ諸国がアルゼンチンの立場を支持したことは、「南米のヨーロッパ」を自認し、ヨーロッパにアイデンティティを置いていたアルゼンチン人に大きな心理的影響を与えた。また、多大な犠牲者を出した敗戦により建国以来かつてない程に反軍感情が高まることになったのも大きな特徴だった。
1982年6月17日にガルティエリは失脚し、後を継いだレイナルド・ビニョーネは1984年3月の民政移管を公約するが、それでも国民感情の爆発は抑え難く、1983年10月30日に民政移管選挙は前倒しされ、12月に急進党から当選したラウル・アルフォンシンが大統領に就任した。
アルフォンシン政権は軍政の負の遺産とでもいうべき莫大な対外債務やハイパー・インフレ、さらには軍政時代に人権侵害を行った軍人の処遇やチリとの領土問題、マルビナス戦争による国際的孤立など複雑な問題への対処を迫られた。1984年11月にはそれまで何度も一触即発の危機に陥っていたチリのアウグスト・ピノチェト政権と、ローマ教皇ヨハネ・パウロ2世の仲介により平和条約を結び、ビーグル水道のピクトン島・レノックス島・ヌエバ島のチリ領有を認める大幅な譲歩を行うことで、平和路線を国外に印象付けた。さらにこのような平和路線を続け、ブラジルが1985年3月に民政移管すると、11月にジョゼ・サルネイ大統領と首脳会談を行い、翌1986年7月にはアルゼンチン・ブラジル統合議定書に調印して両国の長年に渡る敵対関係に終止符が打たれた。1985年5月にはアウストラル計画を実行し、インフレ抑制に務めようとし、一定の成果を挙げた。同年12月にはビデラ将軍を初めとする軍人5名に有罪判決が下り、ラテンアメリカ史上初の文民による軍人への裁きが実現したが、このことは軍内の反発を呼び、未遂に終わったものの1987年4月と、1988年の1月と11月の3度に渡り軍部の反乱が起きることになった。しかし、全体としてアルフォンシンは軍部を文民の統制下に置き、大規模な軍縮を実現した。1986年にメキシコで開催されたワールドカップではディエゴ・マラドーナの特筆されるべき活躍により、アルゼンチンは2度目の優勝を果たし、軍事政権の負の遺産に苦しむ国民に大きな希望を与えた。順調かと思われたアウストラル計画は徐々に無理が露呈し、1989年になると、再びインフレが加速した。こうした事態に対処できなかったアルフォンシンは任期を5ヶ月残しての異例の退陣を行った。

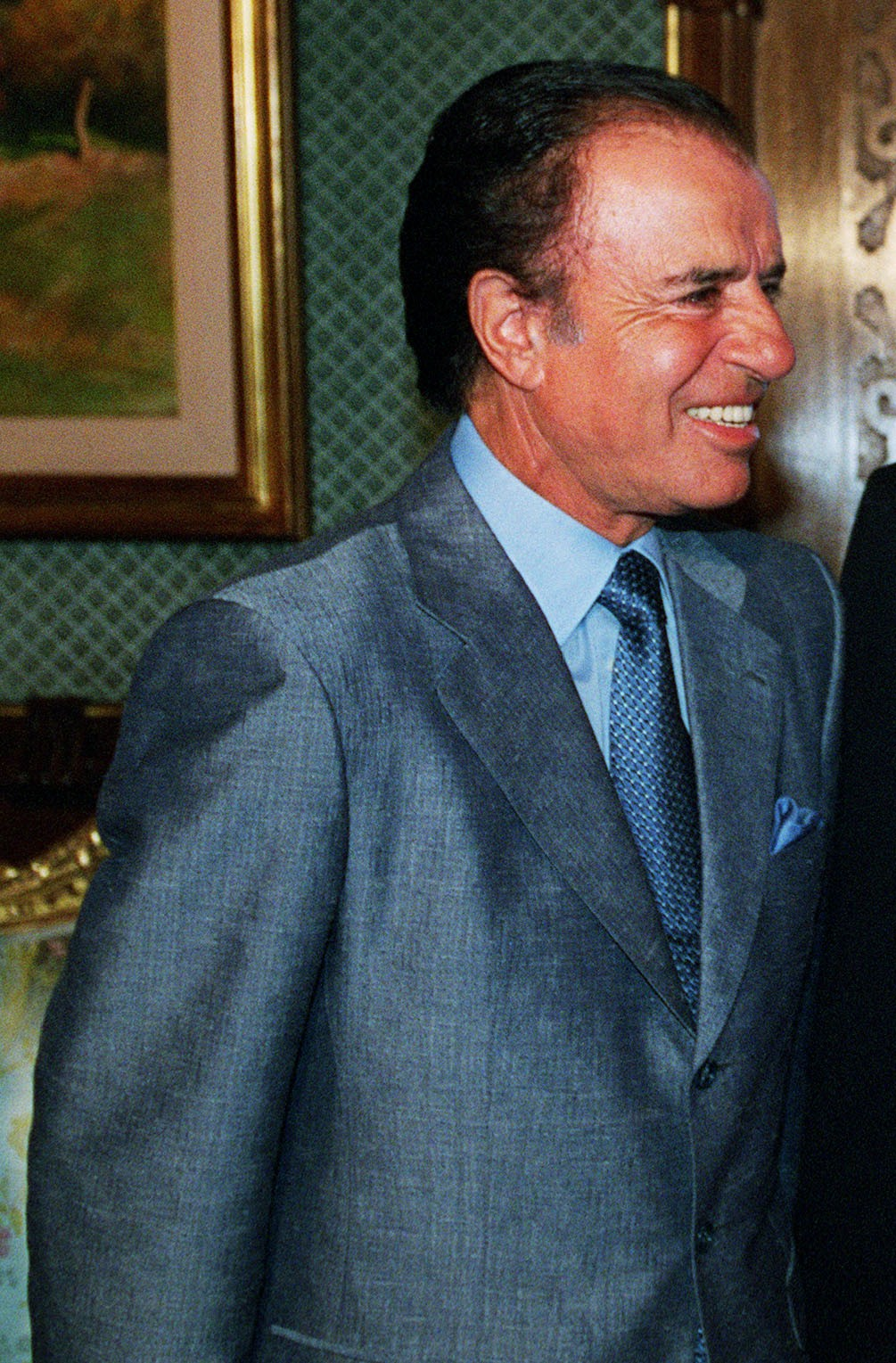
カルロス・メネム

1989年5月に労働者の支持を得て正義党から当選したカルロス・メネムは、選挙公約とは打って変わってそれまでのペロン主義とは180度異なる新自由主義を導入した。1989年に国家再建法、経済緊急法を制定して電話、航空、電力、石油、水道、ガス、鉄道、鉄鋼、年金などの各種部門を次々と民営化していった。1991年に経済相に就任したドミンゴ・カバーロが1ペソ＝1ドル兌換法を導入すると、ハイパーインフレは収束した。これにより国民の支持を得たメネム政権は1994年に憲法を改正し、大統領の任期を6年から4年に短縮する代わりに一度に限って再選を認める制度を構築した。外交面では国際協調と親米政策を基盤とし、1991年の湾岸戦争にも南アメリカ諸国で唯一多国籍軍に軍を派遣した。また、1991年3月にアスンシオン議定書に調印し、ブラジル、ウルグアイ、パラグアイと共にメルコスールを設立することが宣言された。メルコスールは1995年に正式に発足した。1995年にメネムは再選したが、このような政策により任期の後半には赤字と対外債務が増大していった。また、民営化政策の恩恵に与れなかった多くの中間層がこの時期に没落していった。1999年の選挙でメネムは強引な憲法解釈により再び出馬を狙うが、ラ・リオハ銀行倒産の責任を取って出馬を断念し、1999年12月に4年の任期を全うして退陣した。
1999年12月に急進党からフェルナンド・デ・ラ・ルア大統領が就任した。しかし、経済の状況は予断を許さない程に悪化していた。2000年にはドミンゴ・カバーロが再び経済相に就任するが、もはや兌換法に効果はなく、2001年には中産階級の生活にまで影響を及ぼすことになると商店への略奪などが各地で発生し、治安が極端に悪化したため戒厳令が敷かれた。同年五月広場で起きたデモ隊と警官隊の衝突により12月21日にデ・ラ・ルアは失脚した。

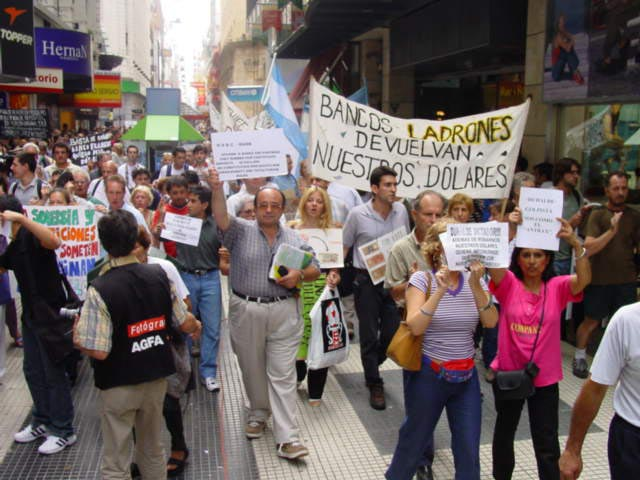
経済破綻直後のブエノスアイレスでのデモ

デ・ラ・ルア失脚の直後ロドリゲス・サアが臨時大統領に就任し、デフォールト（債務不履行）を宣言するが、サアは八日間で失脚し、2002年1月に正義党のエドゥアルド・ドゥアルデが2003年12月までを任期に暫定大統領に就任した。ドゥアルデは固定相場制を廃止し、現金の流通そのものを規制したが、失業者は増大し、各地で道路の封鎖やデモが相次ぎ、不法にゴミを回収するカルトネーロスが街中に現れるようになった。このような状況にもはや対処できなくなったドゥアルデは2003年4月27日に選挙を繰り上げた。この選挙でカルロス・メネムが決選投票を辞退したため、正義党からネストル・キルチネルが当選し、5月25日に大統領に就任した。

## 現在のアルゼンチン（2003年-）

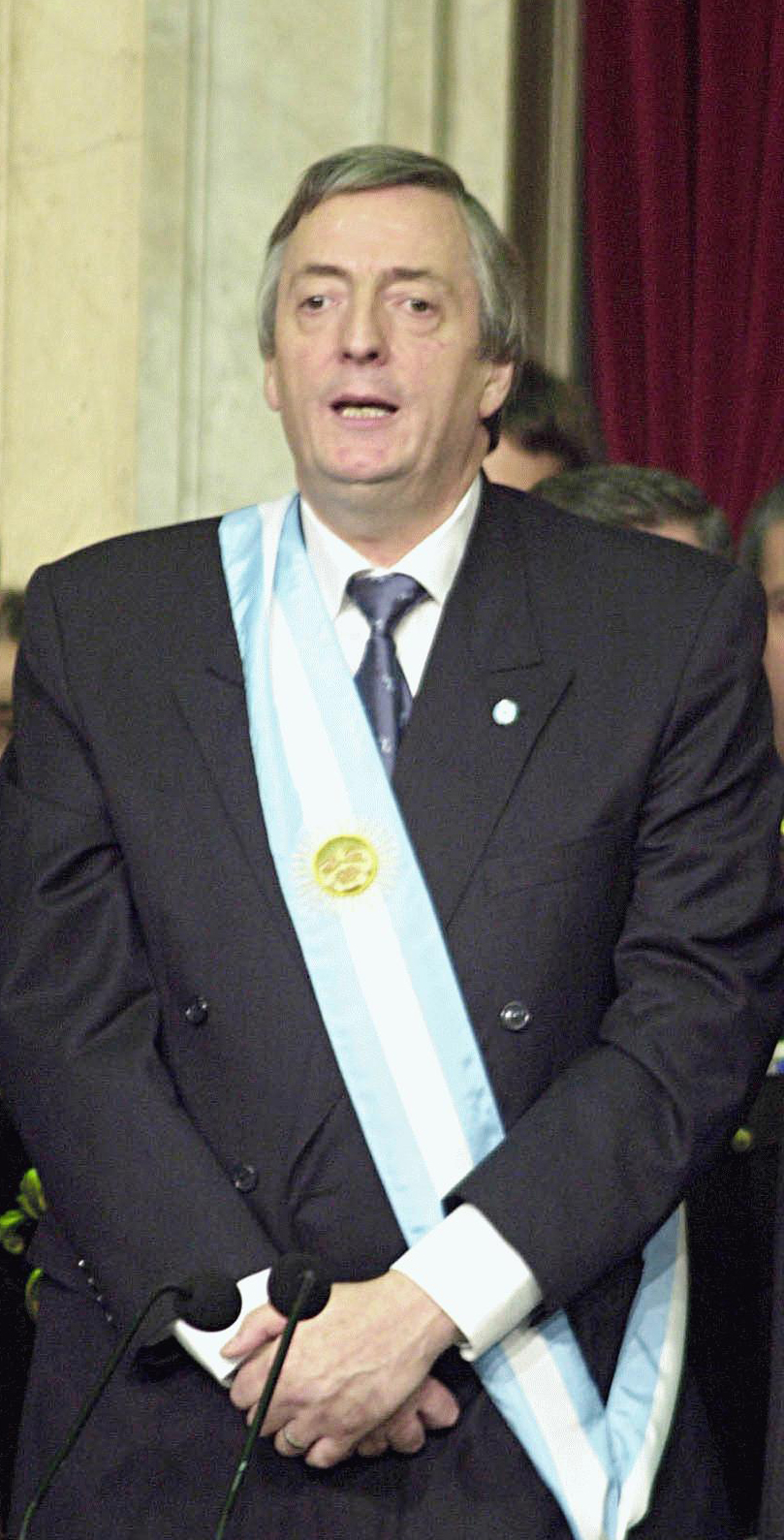
ネストル・キルチネル

2003年5月25日に成立したネストル・キルチネル政権の下でアルゼンチンの情勢はようやく落ち着きを取り戻し、経済も安定に向かった。キルチネルはメネムやデ・ラ・ルアとは異なり、外交においては合衆国から距離を取り、メルコスールやベネズエラといった南米諸国を重視する外交路線を取った。また、債務再編も成功し、2006年1月にはIMFからの債務を完済して対外債務問題以外の債務問題は解決した。さらには年率約8%の高GDP成長もこれに追い風となった。
2007年10月の大統領選挙では現職のネストル・キルチネルの妻クリスティーナ・フェルナンデス・デ・キルチネルが当選し、12月にアルゼンチン史上初の選挙で選出された女性大統領に就任した。
2008年現在のアルゼンチンは順調に見えるが、1990年代の新自由主義政策と経済崩壊によって没落した多くの中産階級の貧困化が今もなお続き、スペイン、アメリカ合衆国、カナダ、ブラジルなど外国への高学歴者の移住による頭脳流出の問題や、債務が再び増加に転じるなど課題は多い。
2015～2019年、マウリシオ・マクリ政権下において、ペソ暴落による通貨危機がおこり、アルゼンチンは世界最大の債務国となった。

## 年表
- 1502年 - 探検家アメリゴ・ヴェスプッチが現在のアルゼンチンの海域に到達する。
- 1516年 - スペイン人の探検家フアン・ディアス・デ・ソリスがラ・プラタ川の河口にまで到達。ソリスは先住民と諍いを起こし、殺害される。
- 1522年 - フェルナン・デ・マガリャンイス（マゼラン）の世界一周航海中の船団からはぐれたエステバン・ゴメスがマルビナス諸島を発見する。
- 1526年
  - 4月 - スペイン王室の許可を得たイタリア人の探検家セバスチャン・カボットがラ・プラタ川を遡り、パラナ川の支流のテルセーロ川に要塞を建設する。
- 1536年
  - 2月 - バスク人の貴族、ペドロ・デ・メンドーサが1,500人の植民者と共に、ラ・プラタ川西岸に上陸し、ブエン・アイレ市（正式にはPuerto de Nuestra Señora Santa Maria del Buen Aire 良き空気の我々の聖母マリア港）を建設する。ブエノスアイレスは、当初はパラグアイの上流にあると思われた「銀の山」(Sierra del Plata) を攻略するための拠点的な位置付けだった。
  - ブエン・アイレが先住民チャルーア族の激しい攻撃に遭い放棄される。
- 1541年 - ブエン・アイレ市の生き残りがパラナ川を遡ってアスンシオン市を建設する。
- 1553年 - 現存するアルゼンチン最古の都市、サンティアゴ・デル・エステロ市が建設される。
- 1559年 - アスンシオンにアウディエンシアが設立され、ラ・プラタ川流域は主にパラグアイを拠点として植民活動が始まる。
- 1561年 - チリ総督の命を受けたフアン・フフレにより、メンドーサ市が建設される。以降1776年までメンドーサはチリ総督領（スペイン語版）となる。
- 1565年 - アルト・ペルー方面から南下したディエゴ・デ・ビジャロエルにより、サン・ミゲル・デ・トゥクマン市が建設される。
- 1573年 - フアン・デ・ガライにより、サンタフェ・デ・ベラ・クルス市が建設される。また、コルドバ市が建設される。
- 1580年 - フアン・デ・ガライ率いるパラグアイのアスンシオンからの植民団がラ・トリニダー (La Trinidad) 市としてブエノスアイレスを再建するとともに、一応は本格的な植民地活動が始まることになるが、特に鉱山資源もなく、また北西部のアンデス山脈地帯を除けばインカ帝国やアステカ帝国のような農耕文明もなく、当然インディオの人口も少なかったためこの地域はスペインのインディアス植民地の中でも特に開発が遅れることになった。また、この年に牛馬がパンパに放牧され、以降自然に牛馬が大繁殖するにつれ、ガウチョと呼ばれる人々が出現するようになっていった。
- 1582年 - サルタ市が建設される。
- 1588年 - コリエンテス市が建設される。
- 1593年 - サン・サルバドール・デ・フフイ市が建設される。
- 1602年 - マルティン・デル・バルコ・センテネラがラ・プラタ川流域の地理などを叙述した"La Argentina"を著し、初めてスペイン語でArgentinaの名前が用いられる。
- 1610年 - イエズス会が最初のレドゥクシオン（布教村）を建設する。
- 1613年 - コルドバにコルドバ大学が設立され、南米南部の教育の中心となる。
- 1630年頃 - この頃からブラジルのサンパウロ市から襲来するバンデイランテスにより、イエズス会の布教村が襲われ、多くのグアラニー人が奴隷としてブラジルに連行される。
- 1656年 - トゥクマン州のカルチャキ地方にて、インカの子孫を名乗ったスペイン人ペドロ・ボオルケスが反乱を起こす[21]。
- 1661年 - ブエノスアイレスにアウディエンシアが設立される。
- 1666年 - ボオルケスがリマで処刑される。
- 1680年 - ポルトガル人によりラ・プラタ川の東岸にコロニア・ド・サクラメント市が建設される。これはポルトガルによるトルデシリャス条約違反の行為だったため、以降このウルグアイ川東岸地域（バンダ・オリエンタル）の地がスペインとポルトガルの係争地となる。また、コロニアはイギリスによる、スペイン人への密輸の基地となる。
- 1713年 - ユトレヒト条約により、マルビナス諸島が正式にスペイン領になる。
- 1726年 - スペイン人により、モンテビデオ市が建設される。
- 1750年 - マドリード条約により、スペインはコロニア・デル・サクラメント以外のバンダ・オリエンタルを放棄する。
- 1754年 - グアラニー戦争が勃発する。
- 1756年 - グアラニー戦争が終結する。
- 1764年 - マルビナス諸島にフランス人が入植する。
- 1765年 - マルビナス諸島にイギリス人が入植する。
- 1767年 - スペインがマルビナス諸島のフランス人入植地を購入する。スペイン領インディアスからイエズス会が追放される。
- 1774年 - イギリス人が財政上の問題によりマルビナス諸島を放棄、諸島におけるスペインの主権を認める。
- 1776年 - スペイン王カルロス3世によるブルボン改革の中で、今日のアルゼンチンと、アルト・ペルー（現在のボリビア）、パラグアイ、バンダ・オリエンタル（現在のウルグアイ）を含んだ地域が、ブラジル方面から攻撃を続けるポルトガル軍からバンダ・オリエンタルを防衛するためにリオ・デ・ラ・プラタ副王領としてペルー副王領から分離されて組織される。
- 1777年 - スペインとポルトガルの係争地だったバンダ・オリエンタルのスペイン帰属が、サン・イルデフォンソ条約により確定する。
- 1778年 - 副王領の首都ブエノスアイレスは本国との正式な貿易が認可され、またイギリス、フランス、オランダとの密貿易によって繁栄し、経済が拡大する。
- 1806年
  - 6月27日 - ナポレオン戦争により、イギリスとスペインが交戦状態になったため、南アフリカのケープタウン攻略の余勢を駆った、ウィリアム・ベレスフォード将軍率いるイギリス軍がブエノスアイレスを占領する。ラ・プラタ副王は内陸部のコルドバに逃亡する。
  - 8月12日 - フランス出身のサンティアゴ・デ・リニエルスに率いられたポルテーニョ民兵隊の活躍により、イギリス軍は降伏する。
- 1807年 - 再びブエノスアイレスを占領するため、ジョン・ホワイトロック将軍率いるイギリス軍がまずモンテビデオを攻略し、引き続きブエノスアイレスを攻撃するが、再びリニエルスとマルティン・デ・アルサガの率いるポルテーニョ民兵隊に撃退される。また、この時にバンダ・オリエンタルでホセ・ヘルバシオ・アルティーガスが民兵隊を率いてモンテビデオを占領したイギリス軍へのゲリラ戦を行い、イギリス軍はモンテビデオからも撤退する。リニエルスがスペイン本国により、正式に副王に任命される。
- 1808年 - 半島戦争が勃発し、フランス皇帝ナポレオン1世が兄のジョゼフをスペイン王ホセ1世に据えると、インディアス植民地は偽王への忠誠を拒否する。
- 1809年 - アルト・ペルーのラパスでペドロ・ドミンゴ・ムリーリョが革命委員会を樹立し、自治を行うが、同年ペルー副王ホセ・フェルナンド・アバスカルによって鎮圧され、ムリーリョは処刑される。以降アルト・ペルーはペルー副王領に再編入される。
- 1810年
  - 5月22日 - コルネリオ・サーベドラ、マリアーノ・モレノを中心とするポルテーニョにより、プリメーラ・フンタ（第一議会）が開催される。
  - 5月25日 - ブエノスアイレスに自治政府が設立された（五月革命）。しかし、バンダ・オリエンタル、アルト・ペルー、パラグアイ、コルドバはそれぞれの利害からブエノスアイレス中心の独立を拒否し、すぐに内乱が始まる。
  - 8月 - コルドバを支配していた元副王リニエルスがマヌエル・ベルグラーノ将軍の指揮するブエノスアイレス軍に敗れ、コルドバは併合され、リニエルスは処刑された。
- 1811年
  - 1月 - ベルグラーノ将軍率いるブエノスアイレス軍がパラグアイに侵攻する。
  - 2月 - モンテビデオに逃れたラ・プラタ副王ハビエル・エリオがブエノスアイレスの第一議会に宣戦布告する。
  - 3月 - ベルグラーノがパラグアイで敗北を喫する。
  - 5月15日 - パラグアイがスペインとブエノスアイレスからの独立を宣言する。
  - 5月18日 - ブエノスアイレスの独立運動に呼応したアルティーガスがラス・ピエドラスの戦いでスペイン軍を破る。
  - 10月 - アルト・ペルー解放のための兵力結集の必要からブエノスアイレスが副王と休戦したため、アルティーガスはモンテビデオ包囲を解き、アジュイまで撤退する。これにより、アルゼンチン独立戦争におけるブエノスアイレスとモンテビデオの対立が生じる。
- 1812年 - 反革命計画が発覚し、1807年のイギリスとの戦争で活躍したアルサガを初めとして40人が粛清される。スペイン帰りのホセ・デ・サン＝マルティン、カルロス・マリア・デ・アルベアールらを中心に、スペインからの独立を目指す秘密結社ロヒア・ラウタロ（スペイン人の征服者、ペドロ・デ・バルディビアに勇敢に立ち向かったマプーチェ族の指導者ラウタロの名前に由来する）が結成される。
- 1813年
  - 1月 - 憲法制定議会が開かれるが、アルティーガス派はこの議会に呼ばれず、ブエノスアイレスの中央集権派とモンテビデオの連邦派の対立が決定的になる。
  - 2月3日 - サンロレンソの戦いでブエノスアイレス軍がスペイン軍を破る。
  - 3月 - ベルグラーノ将軍率いるブエノスアイレス軍が3月に第一次アルト・ペルー遠征に向かう。
  - 6月 - 第二次アルト・ペルー遠征が行われる。遠征では2度ポトシを解放するが、王党派軍に敗れる。
- 1814年
  - 1月 - ラ・プラタ軍を追撃する王党派軍がラ・プラタに侵攻し、フフイ、サルタを占領する。病弱だったベルグラーノ将軍は北部軍司令官を辞任し、後任にサン＝マルティンが就任する。王党派軍は年内にサルタ、フフイから撤退する。
  - 1月31日 - ヘルバシオ・アントニオ・デ・ポサーダスが最高執政官に就任する。
  - ホセ・アルティーガス（英語版）により、バンダ・オリエンタル、エントレ・リオス州、コリエンテス州、サンタフェ州、コルドバ州からなる連邦同盟が設立される。
- 1815年
  - 6月29日 - 連邦同盟がモンテビデオからブエノスアイレス軍を追い出し、スペインからの独立を宣言する。
  - 9月9日 - アルティーガスが支配地でラテンアメリカ初の農地改革を行う。
- 1816年
  - 7月9日 - トゥクマン議会でリオ・デ・ラ・プラタ連合州が正式にスペインからの独立を宣言し、フアン・マルティン・デ・プエイレドンが最高執政官に選出される。アルト・ペルーからも代表者が参加し、ベルグラーノ、マルティン・ミゲル・デ・グエメスらが起草した独立宣言でインカ帝国の復興が決議される。しかし、連邦同盟のアルティーガス派はこの議会に呼ばれなかった。
  - 8月 - ポルトガル軍がバンダ・オリエンタルに侵攻するが、ブエノスアイレスはこれを黙認したため、対立と内戦が激化する。
  - サン＝マルティン将軍はプエイレドンにチリ経由でのペルー解放作戦を認められ、アンデス軍が創設される。
- 1817年
  - 1月9日 - アンデス軍司令官のサン＝マルティン、チリの独立指導者で亡命中のベルナルド・オイギンスと共にアンデス越えのチリ遠征に出発する。
  - 2月12日 - サン＝マルティンがチャカブコの戦いで王党派軍を破り、チリへの血路を開く。
  - ポルトガル軍が東方州に侵攻する。
- 1818年
  - 2月12日 - アンデス軍サンティアゴ・デ・チレを解放する。チリ共和国の独立が宣言され、サン＝マルティンがチリ議会からの総督就任要請を辞退したために、オイギンスが初代大統領に就任する。
  - 4月5日 - 連合軍がマイプーの戦いで王党派軍を破り、チリ独立戦争が終結する。
- 1819年-トゥクマンの議会がブエノスアイレスに移転し、5月に中央集権的なラ・プラタ連合州の憲法が採択される。ブエノスアイレスの強大化を望まない諸州は連邦同盟のアルティーガスの下に結集し、内乱が起こる。
  - 5月13日 - プエイレドンが辞任し、後ろ盾が無くなったサン＝マルティンは帰国命令を断ったため、以降チリの客将としてペルー遠征を行うことになる。
- 1820年
  - 2月1日 - エントレ・リオス州のカウディージョ、フランシスコ・ラミレス将軍がセペーダの戦いで政府軍を破り、中央政府は崩壊する。憲法は失効し、無政府状態に陥る。
  - 9月5日 - ポルトガル軍へのゲリラ戦を行っていたアルティーガスがタクアレンボーの戦いで敗北し、パラグアイへ亡命する。
  - 9月7日 - 元英王立海軍軍人のトマス・コクレーン卿を水先案内人にしてサン＝マルティンがペルーのピスコ付近に上陸する。
  - 9月29日 - ラミレスはエントレ・リオス州とコリエンテス州を併せてエントレ・リオス共和国として連合州からの独立を宣言する。
  - 11月6日 - 連合州はマルビナス諸島に兵を上陸させ、諸島の領有を宣言する。
- 1821年
  - 7月21日 - サン＝マルティンがリマを解放する。
  - 7月31日 - 東方州がポルトガル・ブラジル連合王国に併合され、シスプラチナ州と改名される。
  - 8月3日 - サン＝マルティンがペルー護国卿となる。
  - 8月12日 - ブエノスアイレス大学が設立される。
  - 9月28日 - エントレ・リオス共和国が崩壊する。
  - ベルナルディーノ・リバダビアがブエノスアイレスの内務大臣として近代化改革を行う。
- 1822年 - 現エクアドルのグアヤキルでサン＝マルティンとコロンビア共和国の大統領シモン・ボリーバルが会談し、ペルーとボリビアの独立戦争の主導権がサン＝マルティンからボリーバルに移る。
- 1823年 - ホルヘ・パチェコとルイス・ベルネトにマルビナス諸島の漁業権が与えられる。
- 1824年 - サン＝マルティンがイギリスに亡命する。
- 1825年
  - 1月 - 中央政府が存在しないことの不利を諸州が認めたため、「基本法」により、ブエノスアイレス州が連合州の外交権を行使することを認められ、これにより当時世界最大の大国だった イギリスからもアルゼンチンの独立を承認される。
  - 4月 - フアン・アントニオ・ラバジェハ将軍が33人の東方人を率いてシスプラチナ州に潜入し、ブラジル帝国からの独立戦争を開始する。ラ・プラタ連合はラバジェハを支援する。
  - 8月6日 - 北部にてアルト・ペルーが解放者シモン・ボリーバルとアントニオ・ホセ・デ・スクレらにより解放され、アルト・ペルー共和国が独立を宣言し、南米の独立戦争が終わる。
  - 11月 - 連合州はリオ・デ・ラ・プラタからラテン語風のアルヘンティーナ（アルゼンチン）に国名を改名する。
  - 12月 - ブラジル帝国の宣戦布告により、シスプラティーナ戦争が勃発する。
- 1826年
  - 2月8日 - ベルナルディーノ・リバダビアがアルゼンチン国の大統領になる。リバダビアは戦争を有利に指導するために、中央集権憲法と、ブエノスアイレスを連邦の首都にすることを提案するが、土着主義への敵対的な姿勢と、ヨーロッパ文明の積極的評価から生まれたこの措置は、国情にそぐわずに国内全ての階層を敵に回してしまう。
  - 8月 - 北部にて、解放されたアルト・ペルーの指導者はアルゼンチンともペルーとも連合することを望まなかったため、ボリーバルに懇願してボリビア共和国として独立する。
- 1827年
  - 2月 - アルゼンチン軍がイツサンゴの戦いでブラジルに大勝する。
  - 5月 - 憲法や首都の問題により、国内が連邦派と統一派の戦いで揺れる中、リバダビアは東方州の帰属をブラジルに認める講和条約を結び、国内の猛反対に遭う。
  - 6月 - リバダビアが失脚する。
  - 8月 - 大統領制と1826年憲法も停止され、以降は連邦派のブエノスアイレス州知事、マヌエル・ドレーゴが戦争を継続する。
- 1828年
  - 4月28日 - イギリスの仲介と圧力により、バンダ・オリエンタルがウルグアイ東方共和国として独立することをモンテビデオ条約で認めさせられる。
  - 12月1日 - この講和条件に対して帰還兵の不満が強まり、戦争を指導していたブエノスアイレス州知事ドレーゴは統一派の帰還将校フアン・ラバージェに銃殺され、ラバージェが州知事となる。連邦派のドレーゴが殺害されたことにより、連邦派と統一派の対立がますます強まる。
- 1829年
  - 6月10日 - マルビナス諸島の知事にルイス・ベルネトが任命される。
  - 6月26日 - ラバージェが失脚し、フアン・ホセ・ビアモンテがブエノスアイレス州知事となる。
  - 11月6日 - ブエノスアイレスの連邦派の指導者、フアン・マヌエル・デ・ロサスがブエノスアイレス州知事に就任する。ロサスの連邦主義はカウディージョと大地主の利権擁護のための連邦主義だったため、リトラルの連邦派（旧アルティーガス派）にも受け入れられた。
- 1830年 - サン・ルイス州、ラ・リオハ州、メンドーサ州、サルタ州、フフイ州、トゥクマン州、カタマルカ州、サンティアゴ・デル・エステロ州、コルドバ州によりアンデス地方を中心とした中央集権同盟が結成される。
- 1831年
  - 1月 - ブエノスアイレスとリトラル三州の間で連邦協約（Pact Federal）が結ばれる。
  - 11月 - 連邦協約が中央集権同盟を破る。
- 1832年 - ブエノスアイレスのロサスがサンタフェ州のロペス、ラ・リオハ州のフアン・ファクンド・キロガと同盟を結び、事実上の連邦主義による全国統一が達成され、束の間の安定が訪れる。
  - 12月17日 - ロサス州知事が辞任する。
- 1833年
  - 3月 - ロサス将軍は私兵を率いてブエノスアイレス州の敵対的インディオと戦い、配下に征服した土地を分配して大土地所有制を強化する（荒野の征服作戦）。この戦いで約6,000人のインディオが犠牲となる。
  - 12月20日 - マルビナス諸島がイギリス軍に侵略され、以降イギリスによる実効支配下に置かれる。
- 1834年 - ロサス将軍の征服作戦が終わる。
- 1835年
  - 2月16日 - 内陸部の連邦派の指導者フアン・ファクンド・キロガが何者かによって暗殺されたことにより、アルゼンチン全土に再び内戦の危機が訪れる。
  - 3月7日 - フアン・マヌエル・デ・ロサスが妻ドーニャ・エンカルナシオンのクーデターと、ブエノスアイレス州議会の懇願により再び州知事に就任し、政権を掌握する。司法、立法、行政の三権をロサスに集中した独裁が始まる。
- 1836年 - 北部でボリビア大統領アンドレス・デ・サンタ・クルスがペルーを征服し、ペルー・ボリビア連合を結成する。
- 1837年 - ロサスに反旗を企てようとした、自由主義者からなる文学サロンがロサスによって追放される。この自由主義者達はチリのサンティアゴ・デ・チレに亡命したドミンゴ・ファウスティーノ・サルミエント、バルトロメ・ミトレ、フアン・バウティスタ・アルベルディを代表に以降「37年の世代」と呼ばれる。ロサスはペルー・ボリビア連合に兵を送る。
- 1838年 - フランス人をアルゼンチン軍に徴兵しようとしたのをきっかけに、フランスはアルゼンチンに介入をし始め、パタゴニアの植民地化などを示唆し、フランス艦隊がブエノスアイレスを包囲する。ウルグアイでブランコ党のマヌエル・オリベ政権が、ラ・プラタ地域に野心を持っていたフランスの介入により崩壊する。12月にコリエンテス州のベロン・デ・アストラーダがラ・プラタ川を封鎖されたことに対して反乱を起こす。
- 1839年 - ウルグアイのコロラド党の指導者、フルクトゥオソ・リベラが大統領になり、アルゼンチンの自由主義亡命者と共にロサス政権に宣戦布告。大戦争が勃発する。
- 1840年 - ウルグアイ軍がアルゼンチン北部に侵攻するが、撃退される。
  - 10月 - フランス艦隊のブエノスアイレス封鎖が終わる。
- 1842年 - サンタフェ州とコリエンテス州が独立を宣言し、リベラに雇われたイタリア人革命家のジュゼッペ・ガリバルディが両州をウルグアイに併合しようとするが、アルゼンチン軍によって阻まれる。
- 1843年 - アロヨ・グランデの戦いにてオリベ軍（ブランコ党）がリベラ軍（コロラド党）に勝利し、モンテビデオの包囲が始まる。
- 1845年 - ロサスの派遣した連邦派のフスト・ホセ・デ・ウルキーサ将軍がインディア・ムエルタの戦いでコロラド党軍に勝利し、以降大戦争の戦線がウルグアイに移行する。一方。サルミエントによって、亡命先のサンティアゴで『ファクンド』が出版され、ラ・プラタ地域でロマン主義による、文明による自然の征服を最も実践した作品となる。この中でガウチョやカウディージョ、インディヘナの土着的、民衆的、スペイン的な伝統は激しく攻撃され、ヨーロッパ文明が賛美される。カルロス・アントニオ・ロペス大統領の下で富国強兵政策が続いていたパラグアイと、アルゼンチンが衝突する。
- 1846年 - パラグアイとの戦争が終わる。
- 1849年 - イギリス軍がロサスと和平協定を結び、撤退する。
- 1850年 - フランス軍がロサスと和平協定を結び、撤退する。ブエノスアイレス州議会は、「パラグアイ州」のアルゼンチン編入を認める決議を行う[22]。サン＝マルティン将軍が亡命先で死去する。
- 1851年 - モンテビデオの包囲が続き、ウルグアイがアルゼンチンに併合されることを恐れたブラジル帝国はウルキーサを唆し、エントレ・リオス州の実力者としてコリエンテス州をも征服していたウルキーサと、ブラジルとコロラド党の同盟が結ばれる。ウルキーサ軍がモンテビデオを包囲していたアルゼンチン軍を破り、大戦争が終結する。
- 1852年
  - 2月3日 - ウルキーサとロサスがブエノスアイレス郊外のカセーロスの丘で衝突し、カセーロスの戦いでロサスは敗れ、娘と共にイギリスに亡命する。ロサスは後の為政者とは違って海外に私財を蓄えるような真似をしなかったため、1877年にサザンプトンにて困窮の内に死去する。このカセーロスの戦いはアルゼンチン史の一大転換点となっている。
  - 7月26日 - ロサスが失脚したことにより、フスト・ホセ・デ・ウルキーサが実権を握り、アルゼンチン連合が樹立され、サルミエントを中心とする「37年の世代」の自由主義者が海外から亡命先から帰国する。
  - 9月16日 - ブエノスアイレス州がウルキーサの支配に反対して連合から離脱したため（ロサスと同様にウルキーサ自身も連邦派だった）、以降はエントレ・リオス州の州都パラナがアルゼンチン連合の首都になる。
  - 11月16日 - ブエノスアイレス以外の諸州の代表により、サンタフェ市で憲法制定議会が開催される。
- 1853年 - 「1837年の世代」の一人である自由主義者フアン・バウティスタ・アルベルディが事実上起草した連邦制の憲法を制定する。この1853年憲法は表面的には連邦制を謳いながらも、実際は大統領のリーダーシップにより連邦を維持しようとしていた点で、実際は極めて中央集権的だった。また、ロサス時代の国粋主義よりも国際主義（英仏独等の先進国との協調）を優先させ、第25条において、「連邦政府はヨーロッパ移民を奨励すべきこと」とする世界でも稀に見る条項が盛り込まれた。
- 1854年
  - 3月5日 - ウルキーサがアルゼンチン連合の大統領に就任する。
- 1860年
  - 11月17日 - フランス人の冒険家オルリ・アントワーヌ・ド・トゥナンが、チリのビオビオ川以南とアルゼンチンのネグロ川以南のパタゴニアの大部分を併せた領域にアラウカニア・パタゴニア王国を建国する。これをきっかけにチリでアラウカニア制圧作戦が進む。
- 1861年
  - 9月18日 - パボンの戦いでバルトロメ・ミトレブエノスアイレス州知事がウルキーサを破る。
- 1862年- ブエノスアイレスによる中央集権主義により、困窮する内陸部諸州の連邦派カウディージョの蜂起が始まる。
  - 2月 - ラ・リオハから「チャーチョ」と呼ばれて民衆に親しまれたアンヘル・ペニャローサが蜂起する。
  - 10月 - ブエノスアイレス州がアルゼンチン連合に加入すると、アルゼンチン共和国が誕生し、初の全土統一を実現する。
- 1863年
  - 11月12日 - ペニャローサが捕らえられ、処刑される。
- 1864年 - ウルグアイの内戦を巡ってパラグアイのフランシスコ・ソラーノ・ロペス大統領がブラジルに宣戦布告し、三国同盟戦争（パラグアイ戦争）が勃発する。
- 1865年
  - 3月 - アルゼンチンのミトレ大統領がパラグアイ軍の領土通行を拒否したため、パラグアイはアルゼンチンに宣戦布告する。ソラーノ・ロペスとウルキーサの間には、ミトレが領土通行権を拒否した場合は、ウルキーサが連邦派をまとめて蜂起する密約があったが、ウルキーサは動かなかった。
- 1866年
  - 11月 - カタマルカ州から連邦派のフェリペ・バレーラ（スペイン語版）が「三国同盟戦争への反対とラテンアメリカ諸国の連合」を旗印に蜂起し、瞬く間に連邦政府を脅かすまでの勢力に成長する。バレーラを鎮圧するため、パラグアイからアルゼンチン軍が呼び戻される。
- 1868年 - ミトレが辞任し、サルミエントが大統領に就任する。
- 1869年
  - 1月 - フェリペ・バレーラが連邦軍に敗れ、チリに亡命する。
- 1870年 - パラグアイ軍残党を率いて敗走していたソラーノ・ロペスがセロ・コラの戦いで戦死し、三国同盟戦争が終結する。ウルキーサが連邦派のリカルド・ロペス・ホルダンに暗殺される。
- 1870年 - ホセ・エルナンデスが『マルティン・フィエロ』を著す。
- 1874年 - ニコラス・アベジャネーダが大統領に就任し、陸軍大臣にフリオ・アルヘンティーノ・ロカが選ばれる。非ブエノスアイレス出身のアベジャネーダの選出に反対してミトレ元大統領が反乱を起こす。
- 1876年 - ロペス・ホルダンが連邦軍に敗れ、処刑される。
- 1877年 - パンパの敵対的インディオがアルゼンチン人の家畜を大量に盗んでチリに売却する事件が起き、それまでのアルゼンチン政府のインディオに貢租を払って平和を得るというやり方を批判したフリオ・アルヘンティーノ・ロカ将軍により、「砂漠の征服作戦」が始まる。
- 1878年 - 全国自治党 (PAN) が結成され、選挙不正などによる寡頭支配を行う。
- 1880年 - 対インディオ作戦の成功により人気を集めたロカ将軍（トゥクマン州）が大統領選挙に勝利する。サルミエント（サン・フアン州）、アベジャネーダ（トゥクマン州）、ロカ（トゥクマン州）と、三人連続で大統領を非ブエノスアイレス出身者で占められたことを不満に思ったポルテーニョと、ロカの対立候補だったブエノスアイレス州知事カルロス・テヘドールにより、反乱計画が進められた。
  - 6月 - テヘドールが州軍、警察を動員して任期の残っていたアベジャネーダ政権に対して蜂起する。
- 1880年 - 内戦が終わると首都令が発令され、ブエノスアイレス市がブエノスアイレス州から切り離されて正式に連邦の首都になる。フリオ・アルヘンティーノ・ロカが大統領に就任する。
- 1882年 - 砂漠の征服作戦が終わる。20万人いたパンパ、パタゴニアのインディヘナが2万人にまで減少し、広大な可耕地が征服に従軍した軍人や、既存のエリートの間で分配され、今日までアルゼンチンの社会、経済に大きな禍根を残している従属資本主義的大土地所有制が完成した。
  - 11月19日 - ブエノスアイレス州の州都として、ダルド・ロチャにより新たにラ・プラタ市が建設される。
- 1884年 - インフレが始まり、金価格、地価の上昇により労働者や失業者が争議を起こすようになる。
- 1886年 - ミゲル・フアレス・セルマンが大統領に就任する。
- 1889年 - 全国自治党による選挙不正に抵抗して、投票の自由、公正な選挙、公務員の綱紀粛正を要求して「青年市民同盟」が発足する。
- 1890年 -
  - 4月 - 青年市民同盟が「市民同盟」に発展的解消を遂げ、委員長にレアンドロ・アレムが選出される。
  - 7月26日 - 市民同盟は武装蜂起を企て、この反乱は三日で鎮圧されたものの、大統領のフアレス・セルマンが引責辞任し、副大統領のカルロス・ペレグリーニが昇格する。
- 1891年 - 市民同盟の中の非妥協派により、「急進市民同盟」（以下急進党）が結成される。
- 1892年 - 選挙に際して急進党の幹部が多数投獄され、指導部は武装蜂起以外の方法による政権奪取を断念する。
- 1893年 - 急進党が全国で武装蜂起し、8月9日にラ・プラタ市を攻略するが、政府軍に敗れる。
- 1896年 - アレムが自殺し、甥のイポリト・イリゴージェンが急進党の指導権を引き継ぐ。
- 1905年 - 2月に急進党が再び蜂起し、大地主による寡頭支配を克服しようとする中間層の支持を得て全国的規模の反乱となるが、政府軍に鎮圧される。
- 1907年 - チュブ州のコモドロ・リバダビアで油田が発見される。
- 1910年 - 「国民統合」から保守内の改革派ロケ・サエンス・ペーニャが大統領に就任する。五月革命百周年が祝われる。
- 1912年 - 新選挙法（ロケ・サエンス・ペーニャ法）により、秘密投票、義務投票が規定される。
- 1916年 - 1912年以前は成人男子の9%だった有権者数が、1916年には30%に増大する。大統領選挙にて急進党のイポリト・イリゴージェンが勝利し、大統領に就任する。
- 1918年 - コルドバ大学から大学改革が始まり、ラテンアメリカ全体の大学に影響を与える。
- 1922年 - 国家石油公社が設立される。急進党からマルセーロ・アルベアールが大統領に就任する。
- 1924年 - 急進党から保守派＝反イリゴージェン派の反個人主義的急進党が分裂する。
- 1925年 - フランシスコ・カナロのパリ公演が大成功し、タンゴが世界中に広まる。
- 1928年 - 急進党（個人主義的急進党）からイポリト・イリゴージェンが大統領に就任する。
- 1929年 - この頃アルゼンチンは世界第五位の富裕国となっていた。しかし、世界でも有数の富裕国と言われるまでになるものの、一方では富裕層による浪費が蔓延っていた。また、世界恐慌でバブルが崩壊し、失業者が増大。経済成長はまたもや落ち込む。
- 1930年
  - 9月5日 - 病気のイリゴージェンが引退し、副大統領のエンリケ・マルティネスに政権を委ねる。
  - 9月6日 - 軍部がクーデターを起こし、イリゴージェンが失脚し、保守層を代表するホセ・フェリクス・ウリブル将軍が政権を握る。これ以来、大地主を中心とする寡頭支配層が再び政治の実権を握る。移民制限策が実施される。労働総同盟 (CGT) が結成される。
- 1931年 - ウリブル政権がファシズム体制を築くために行った国会議員選挙で急進党が大勝する。この結果を受けて起死回生を図ったウリブルは11月に大統領選挙を行うが、寡頭支配層と結びついたアグスティン・ペドロ・フスト将軍が19世紀以来の不正選挙により当選する。
- 1932年 - フストが大統領に就任し、ウリブルが失脚する。オタワ会議により、イギリスにおけるブロック経済の構築が進む。
- 1933年 - ロカ＝ランシマン協定が結ばれ、イギリス市場を確保するが、見返りに多大な譲歩を強いられる。
- 1935年 - イギリス金融界の発案により、アルゼンチン中央銀行が設立される。
- 1936年 - ブエノスアイレス交通市局法が制定される。
- 1937年 - 全国交通調整委員会法が制定される。
- 1938年 - ロベルト・オルティスが大統領に就任する。
- 1939年 - 第二次世界大戦が勃発する。
- 1940年 - 親独派のラモン・カスティージョが糖尿病を患っていた親英派のオルティスから政権を掌握する。
- 1941年 - 議会が閉鎖され、戒厳令が敷かれる。
- 1943年
  - 6月4日 - 親枢軸中立を掲げる統一将校団 (GOU) が決起し、ペドロ・パブロ・ラミレス将軍が大統領に就任する。アルゼンチン史上初めて工業生産が農業生産を上回る。フアン・ドミンゴ・ペロン大佐が陸軍次官と国家労働局長に就任する。
  - チリが枢軸国と断交し、アルゼンチンが西半球で唯一の枢軸国との非断交国となる。
- 1944年
  - 1月 - 内外からの圧力により、枢軸国と断交を図る。
  - 3月 - エデルミロ・ファーレル政権が成立する。アルゼンチンの大戦における中立を巡ってアメリカ合衆国との争いが続く。
  - 10月 - ペロン大佐の発案により、農村労働者（ペオン）を保護するためのペオン法が制定される。
- 1945年
  - 3月27日 - 枢軸国に宣戦布告する。大戦中の連合国への食糧輸出により、この時点でアルゼンチンは世界一の外貨保有国となっていた。
- 1946年 - フアン・ペロン元大将が大統領に就任する。この時既に2人目の妻、エバ・ペロン（エビータ）と結婚している（1952年7月死去、エバは南アメリカでは有名人であり、特にアルゼンチンではペロニスタを初めとする人々が聖女のように崇めている）。電話会社と中央銀行が国有化される。
- 1947年 - 重工業の発展を目指した第一次五カ年計画が始まる。イギリス資本の海運業、航空産業が国有化される。
- 1948年 - 1816年に独立宣言が発せられたトゥクマンで「共和国の経済的独立宣言」が発せられる。イギリス系鉄道が接収され、国有化される。エバ・ペロン財団が設立され、社会福祉が拡充される。
- 1951年 - 中立政策を採り、アメリカ合衆国主導の米州機構より脱退する。第一次五カ年計画の失敗が明らかになる。
- 1952年 - フアン・ペロンが大統領に再任する。エバ・ペロンが病死し、政権の指導力に揺らぎが見え始める。
- 1953年 - 農牧業の発展を目指した第二次五カ年計画が始まる。
- 1954年
  - 12月 - 離婚法が制定され、カトリック教会とペロン政権の間に決定的な対立が生じる。
- 1955年
  - 6月 - フアン・ペロンがローマ教皇により破門される。
  - 9月16日 - エドゥアルド・ロナルディ将軍のクーデターにより追放される。その後、アルゼンチンは米州機構に復帰する。
- 1957年 - 急進党が人民派と非妥協派に分裂する。
- 1958年 -急進党非妥協派からアルトゥーロ・フロンディシが大統領に就任する。
- 1962年 - フロンディシが失脚する。
- 1963年 - 急進党人民派からアルトゥーロ・ウンベルト・イリアが大統領に就任する。
- 1966年 - イリアが失脚する。
- 1968年 - クーデターにより、フアン・カルロス・オンガニーア将軍が大統領に就任する。「アルゼンチン革命」を掲げた官僚主義的権威主義体制が樹立される。
- 1973年
  - 5月 - 民政移管のための選挙が行われ、正義党からペロンの秘書だったエクトール・ホセ・カンポラが当選する。
  - 7月 - 左右に分裂したペロン党をまとめるため、カンポラを失脚させ、 フアン・ペロンが復権。
- 1974年
  - 7月 -フアン・ペロンが病気により死去。副大統領だったペロンの三人目の妻イサベル・ペロンが世界初の女性大統領となる。
- 1976年
  - 3月 - イサベル・ペロンが軍事クーデターによって罷免、ホルヘ・ラファエル・ビデラ政権が成立し、再び官僚主義的権威主義体制を樹立。ビデラ政権は国会を閉鎖し、左派やペロニスタ、左翼ゲリラ関係者を次々と「汚い戦争」で「行方不明」にする。他方で新自由主義政策を採るも失敗する。
- 1982年
  - 3月 - レオポルド・ガルティエリ将軍が大統領に就任する。ハイパーインフレが一向に止まず、この状況を打開するための手段が模索される。
  - 4月 - イギリスが実効支配していたマルビナス諸島（英語ではフォークランド諸島）をアルゼンチン軍が占領すると、この諸島を巡ってイギリスとアルゼンチンの間にマルビナス戦争が勃発する。これにより、アルゼンチンとイギリスの間で国交は断絶。
  - 6月 - 苦戦の末、プエルト・アルヘンティーノが包囲され、アルゼンチン軍はイギリス軍に対して正式に降伏する。
- 1983年
  - 12月10日 - ラウル・アルフォンシン（急進党）が大統領に就任し、軍事政権から民主主義への移管が行われる。これは、1976年3月24日以来7年振りの民主化となった。しかし、アルフォンシン政権は経済運営に失敗し、社会的混乱を招く。
- 1989年
  - 7月 - カルロス・サウル・メネム（ペロン党）が大統領に就任。「自由開放経済政策」（新自由主義政策）を推進する。
- 1991年
  - 4月 - メネム政権がペソ＝ドル兌換法を導入し、ハイパーインフレは収束する。
- 1995年
  - 7月 - メネムが大統領に再度就任。しかし、メネム政権末期には放漫財政による財政赤字、対外債務が急増する。
- 1999年
  - 12月 - デ・ラ・ルア（急進党）が大統領に就任する。
- 2001年
  - 11月 - 経済・金融危機が起こる。
- 2001年
  - 12月 - 経済・金融危機による社会騒擾の結果、デ・ラ・ルア大統領が任期半ばで辞任する。
- 2002年
  - 1月 - エドゥアルド・ドゥアルデ（英語版）が大統領に就任する。（暫定政権）
- 2003年
  - 5月25日 - 繰り上げ実施で行われた選挙により、ネストル・キルチネル（ペロン党）が大統領に就任する。（失業、貧困問題に取り組みつつ、IMFとの関係正常化による経済再建と1265億ドルもの債務問題解決が重要課題となる。
- 2006年
  - 7月9日 - 独立190年記念式典が挙行される。
- 2007年
  - 12月10日 - ネストル・キルチネルの妻クリスティーナ・フェルナンデス・デ・キルチネルがアルゼンチン史上初の選挙で選出された女性大統領に就任する。

## 日本との二国間関係
- 1886年 - 初の日本人移民として、牧野金蔵がアルゼンチンに定住。日系アルゼンチン人第一号となる。
- 1898年2月 - 外交関係を樹立。
- 1901年 - 修好通商航海条約の批准。
- 1902年 -アルゼンチンに初の外交代表を派遣。
- 1903年 - 初の日本総領事館をアルゼンチンに開館。
- 1905年 - 日露戦争では「モレノ」、「リバダビア」の2隻の軍艦がそれぞれ「日進」、「春日」として日本海軍に売却された。また、観戦武官としてマヌエル・ドメック・ガルシア海軍大佐が2つの海戦に乗艦。
- 1908年 - ブラジルのサントス港を目指した笠戸丸移民の760人の内、160人がブエノスアイレスで下船。日本人のアルゼンチンへの第一次集団移住となる。
- 1918年 - 在アルゼンチン公使館、領事館開設。
- 1944年 - 第二次世界大戦により国交断絶。
- 1952年 - 講和条約により、二国間の国交復活。
- 1959年 - 岸信介首相アルゼンチン訪問。
- 1961年 - 民政移管後のフロンディシ大統領が経済界の一行と共に来日。両国首脳が「新友好通商航海条約」、「動物衛生協定」、「移住協定」に署名。
- 1966年 - 日亜経済合同委員会が創設され、第一回目の会合が東京で開催される。
- 1967年 - 昭和天皇、香淳皇后夫妻がアルゼンチンを公式訪問。
- 1970年~1977年 - 日本の歴代外務大臣がアルゼンチンを公式訪問。
- 1979年 - ホルヘ・ラファエル・ビデラ大統領が国賓として来日。両国首脳が「文化協定」、「技術協力協定」に署名。
- 1980年代 - マルビナス戦争や累積債務問題等の政治的経済的混乱により、日本との関係は若干停滞気味となる。
- 1982年 - 園田直外務大臣がアルゼンチン訪問。
- 1986年 - ラウル・アルフォンシン大統領が国賓として来日。
- 1990年 - 即位の礼にカルロス・S・メネム大統領参列。
- 1990年代 - アルゼンチンの政治経済情勢が急速に好転したこともあり、二国間関係の緊密化が進む。
- 1992年 - 竹下登元首相アルゼンチン訪問。
- 1993年 - カルロス・S・メネム大統領が経済界の一行と共に来日。
- 1993年~1996年 - ドミンゴ・カバーロ経済大臣が数回来日。
- 1994年 - 河野洋平外務大臣がアルゼンチンを公式訪問。
- 1996年 - ギド・ディ・テラ外務大臣来日。
- 1997年 - 天皇、皇后夫妻が国賓としてアルゼンチンを訪問。
- 1998年 - 修好100周年。人物交流も活発化し両国で各種記念事業が実施された。カルロス・S・メネム大統領も来日した。
- 2001年 - アダルベルト・ロドリゲス・ジャバリーニ外相が公式来日。
- 2001年末期~ - 経済・金融危機による債務問題発生以来貿易・投資関係は停滞している。

## 脚註